# Schwarzenberská hrobka (Domanín)
Schwarzenberská hrobka je hrobka rodu Schwarzenbergů v Domaníně v okrese Jindřichův Hradec. Nachází se poblíž katastru Třeboně II v třeboňském parku jihovýchodně od rybníka Svět, necelé 2 km od třeboňského Masarykova náměstí. Založil ji Jan Adolf II. ze Schwarzenbergu (1799–1888) na podnět své manželky Eleonory Schwarzenbergové, rozené z Liechtensteinu (1812–1873). Stavba začala roku 1874 a byla dokončena roku 1877. V hrobce je uloženo 26 rakví. Od listopadu 2021 je hrobka ve správě Nadačního fondu Schwarzenberská hrobka v Domaníně, kterou k tomuto účelu založili Karel Schwarzenberg a Elisabeth Pezoldová, rozená Schwarzenbergová. Hrobka je přístupná veřejnosti.

## Stavba hrobky
Před stavbou hrobky byli od roku 1784 příslušníci hlavní větve Schwarzenberského rodu pohřbíváni v hřbitovním kostele sv. Jiljí v Třeboni (dnes v Domaníně) na hranici třeboňského a domanínského katastru (v přilehlém Třeboňském parku), jehož vnitřní prostor byl částečně upraven na rodovou hrobku. Ta už však nevyhovovala prostorově, ani hygienicky kvůli novým předpisům, které nařizovaly, že se musí pohřbívat do země, pokud nebude hrobka důsledně oddělena od sakrálního prostoru kostela, a také že se těla musí balzamovat před uložením do dvouplášťové rakve.
Původní projekt na stavbu hrobky navrhl významný rakouský architekt Friedrich von Schmidt (1825–1891) a poté ho podle místní problematiky podloží upravil Damasus Deworezky (1816–1891), knížecí stavitel, který se podílel na přestavbě zámku Hluboká. Stavbu řídil Karel Kühnel, místní knížecí stavitel. Pomáhali mu tesařský mistr Jan Stifter a stavitelský elév Ludvík Kindermann.
Práce na stavbě začaly 14. července 1874. Vybudoval se složitý odvodňovací systém hrobky, zapuštěný pod úroveň terénu. Vodu od stavby odváděl 60 cm široký a 2 m hluboký kanál. Omítku cihelného zdiva tvořila směs starého hašeného vápna, říčního písku, sádry a vodního skla, které zajišťovalo impregnaci. Cihly byly páleny ve zvláštní cihelně nedaleko na břehu Opatovického rybníka, při velmi vysokých teplotách, kdy docházelo k natavení pískových zrnek v cihelné hmotě, což jim zajišťovalo zvláštní rudohnědou barvu a vysokou tvrdost. Na ostění oken a dveří byl z Českého ráje a rakouských nalezišť dovezen mušlový vápenec. Kovolijecké prvky byly dodány převážně z kovolijecké dílny Petra Steffense, zřízené z bývalého kláštera ve Zlaté Koruně.
Stavba trvala 2 a půl roku a vyžádala si přes 251 000 zlatých. Hrobka byla vysvěcena dne 29. července 1877 pražským arcibiskupem Bedřichem Schwarzenbergem, bratrem knížete Jana Adolfa II.
V roce 1888 byla v blízkosti postavena fara a okolí bylo upraveno jako anglický park.

## Popis hrobky
Hrobka je postavena podle vzoru italského Campa Santa. Je to dvoupodlažní budova nad půdorysem pravidelného osmiúhelníku v novogotickém slohu s monumentálním dvouramenným schodištěm a předsunutou věží na severní straně. Schodiště vede ke vstupu do kaple Božského Vykupitele. Pod vstupem do kaple se nachází vstup do hrobky. Je příkladem neogotické sakrální architektury s upravenou orientací. Na přání zakladatele byly oba vstupy orientovány tak, aby byly obráceny k městu Třeboni (tedy na sever, nikoli na západ, jak je obvyklé).
Na makovici věže je nápis, sepsaný místním děkanem Františkem Touškem, na němž jsou zapsáni mimo jiné i hlavní dodavatelé stavby.
Samotná hrobka se nachází pod hladinou rybníka Svět, a proto je kolem ní vzduchový kanál široký 60 cm a hluboký 2 m. Má podle tehdejších předpisů vlastní vchod, malá neprůhledná okna a vnitřní cirkulaci vzduchu. V hrobce je také mramorový sarkofág, který vytvořil Alexandr Trippel v roce 1789 . Na třech deskách jsou zde vyryty texty smutečních telegramů, jež sem poslal císař František Josef I.
Kaple je zasvěcena Božskému Vykupiteli. Nachází se v ní novogotický oltář z bílého pískovce, sádry a mramoru zhotovený sochařem Josefem Pokorným. Oltář je obrácen na jih místo na východ podle přání Schwarzenbergů, kteří chtěli mít vchod obrácen k Třeboni. Okenní skla jsou šedočerně zbarvená, šedou barvu tvoří leptaný vzor, domalovaný černým dekorem. V létě jsou v kapli pořádány večerní koncerty a pěvecká vystoupení, vystupoval zde například Spirituál kvintet a houslový virtuos Václav Hudeček (2011).

## Vlastnictví hrobky
| Rok  | Počet návštěvníků |
| ---- | ----------------- |
| 2012 | 31 111            |
| 2013 | 27 504            |
| 2015 | 32 164            |
| 2016 | 33 489            |
| 2017 | 30 107            |

V roce 1947 byla hrobka zestátněna na základě zvláštního zákona zvaného Lex Schwarzenberg. Důvodem nebyla kolaborace s Němci během druhé světové války jako v případě většiny dalších konfiskací v této době, ale příliš velký rozsah majetku rodu Schwarzenbergů. Proti zestátnění hrobky podala soudní žalobu dědička rodu Alžběta Pezoldová (dcera Jindřicha Schwarzenberga, pravnučka stavebníka hrobky); okresní soud v Jindřichově Hradci žalobu zamítl. Po odvolání k Ústavnímu soudu však tento žadatelce 7. ledna 2009 vyhověl s odůvodněním, že zabavení hrobky představovalo porušení práva na ochranu rodinného života a vrátil případ zpět k okresnímu soudu. Tím byla hrobka z působnosti Lex Schwarzenberg vyňata a bylo zahájeno dědické řízení, ve kterém vznesli nárok jak Alžběta Pezoldová, tak Karel Schwarzenberg. V říjnu 2009 okresní soud v Jindřichově Hradci rozhodl, že právoplatným dědicem hrobky je Karel Schwarzenberg, proti čemuž se Alžběta Pezoldová rozhodla odvolat. Rozhodnutí okresního soudu, že jediným účastníkem dědického řízení po Adolfu Schwarzenbergovi může být pouze Karel Schwarzenberg, nikoliv Alžběta Pezoldová, zopakoval v červnu 2010 i krajský soud v Českých Budějovicích v otázce jiné žaloby Pezoldové, v níž si nárokovala pozemky přilehlé ke hrobce a tímto byla její žaloba zamítnuta s tím, že na nich nemá žádný zájem, protože po Adolfovi Schwarzenbergovi dědit nemůže.

## Seznam pochovaných
V hrobce se nachází 26 rakví. Ačkoliv jsou zde uložena těla Schwarzenbergů, srdce čtyř z nich se nacházejí ve zvláštních schránkách (urnách) v hrobce srdcí v kapli svatého Jana Nepomuckého kostela sv. Víta v Českém Krumlově. Jedná se konkrétně o tyto krumlovské vévody a jejich manželky:
- 1. Jan (Johann) Nepomuk I. (1742–1789), 10. vévoda krumlovský
- 2. jeho žena Marie Eleonora, rozená z Öttingen-Wallersteinu (1747–1797)
- 3. Josef II. (1769–1833), 11. vévoda krumlovský
- 4. jeho žena Paulina Charlotta, rozená z Arenbergu (1774–1810)[pozn. 1]

Srdce dítěte kněžny Eleonory, "malého prince", jenž tragicky zahynul při nehodě kočáru, je pochováno zvlášť zde v kryptě.

### Seznam pochovaných podle data úmrtí
První pohřeb se konal den po vysvěcení 30. července 1877, po převozu z hřbitovního kostelíka sv. Jiljí bylo v hrobce uloženo patnáct zesnulých knížat a kněžen, princů a princezen. V tabulce jsou uvedeny základní informace o pohřbených. Fialově jsou vyznačeni příslušníci rodu Schwarzenbergů, žlutě manželky, pokud zde byly pohřbeny. Červeně jsou zvýrazněna knížata a zeleně osoby, které byly původně pohřbeny u kostela nebo v kostele sv. Jiljí v Domaníně u Třeboně. V seznamu figuruje i Edmund Černov, který zahynul na moři, má zvláštní číslování a je označen modře. Generace jsou počítány od Erkingera ze Schwarzenbergu (1362–1437), který byl v roce 1429 povýšen do stavu svobodných pánů. U manželek je generace v závorce a týká se generace manžela.
| Po-řadí | Ge-ne-ra-ce | Jméno pohřbeného                          | Datum a místo narození                                   | Otec | Datum a místo sňatku, choť | Pohřeb a uložení do hrobky | Poznámky |
| Po-řadí | Ge-ne-ra-ce | Jméno pohřbeného                          | Datum a místo úmrtí                                      | Matka | Datum a místo sňatku, choť | Pohřeb a uložení do hrobky | Poznámky |
| ------- | ----------- | ----------------------------------------- | -------------------------------------------------------- | --- | --- | --- | --- |
| 1.      | 13.         | Marie Eleonora ze Schwarzenbergu          | 13. 5. 1748 Vídeň                                        | Josef I. Adam ze Schwarzenbergu 25. 12. 1722 Vídeň – 17. 2. 1782 Vídeň                                     | | Původně byla pohřbena ve hřbitovním kostele sv. Jiljí v Domaníně, do nové hrobky byla rakev s ostatky uložena 30. 7. 1877. | Nadační dáma z Monsu. |
| 1.      | 13.         | Marie Eleonora ze Schwarzenbergu          | 3. 5. 1786 Vídeň                                         | Marie Terezie z Liechtensteinu 28. 12. 1721 – 19. 1. 1753 Vídeň                                            | | Původně byla pohřbena ve hřbitovním kostele sv. Jiljí v Domaníně, do nové hrobky byla rakev s ostatky uložena 30. 7. 1877. | Nadační dáma z Monsu. |
| 2.      | 13.         | Marie Terezie ze Schwarzenbergu           | 30. 4. 1747 Vídeň                                        | Josef I. Adam ze Schwarzenbergu 25. 12. 1722 Vídeň – 17. 2. 1782 Vídeň                                     | 11. 5. 1772 Vídeň: Zikmund z Goëssu 1. 8. 1723 – 15. 7. 1796                                                                  | Původně byla pohřbena ve hřbitovním kostele sv. Jiljí v Domaníně, do nové hrobky byla rakev s ostatky uložena 30. 7. 1877. | |
| 2.      | 13.         | Marie Terezie ze Schwarzenbergu           | 21. 1. 1788                                              | Marie Terezie z Liechtensteinu 28. 12. 1721 – 19. 1. 1753 Vídeň                                            | 11. 5. 1772 Vídeň: Zikmund z Goëssu 1. 8. 1723 – 15. 7. 1796                                                                  | Původně byla pohřbena ve hřbitovním kostele sv. Jiljí v Domaníně, do nové hrobky byla rakev s ostatky uložena 30. 7. 1877. | |
| 3.      | 14.         | František de Paula ze Schwarzenbergu      | 30. 5. 1773 Vídeň                                        | Jan Nepomuk I. ze Schwarzenbergu (č. 4)                                                                    | | Původně byl pohřben ve hřbitovním kostele sv. Jiljí v Domaníně, do nové hrobky byla rakev s ostatky uložena 30. 7. 1877. | |
| 3.      | 14.         | František de Paula ze Schwarzenbergu      | 3. 2. 1789 Vídeň                                         | Marie Eleonora z Oettingen-Wallersteinu (č. 6)                                                             | | Původně byl pohřben ve hřbitovním kostele sv. Jiljí v Domaníně, do nové hrobky byla rakev s ostatky uložena 30. 7. 1877. | |
| 4.      | 13.         | Jan Nepomuk I. ze Schwarzenbergu          | 3. 7. 1742 Postoloprty                                   | Josef I. Adam ze Schwarzenbergu 25. 12. 1722 Vídeň – 17. 2. 1782 Vídeň                                     | 14. 7. 1768 Vídeň-Schönbrunn: Marie Eleonora z Oettingen-Wallersteinu (č. 6)                                                  | Původně byl pohřben 8. 11. 1789 ve hřbitovním kostele sv. Jiljí v Domaníně, do nové hrobky byla rakev s ostatky uložena 30. 7. 1877. Jeho srdce bylo uloženo v hrobce srdcí v kapli sv. Jana Nepomuckého v kostele sv. Víta v Českém Krumlově. | 5. kníže ze Schwarzenbergu a 10. vévoda krumlovský (1782–1789). Zemřel ve věku 47 let na zápal jater. |
| 4.      | 13.         | Jan Nepomuk I. ze Schwarzenbergu          | 5. 11. 1789 Hluboká nad Vltavou (zámek)                  | Marie Terezie z Liechtensteinu 28. 12. 1721 – 19. 1. 1753 Vídeň                                            | 14. 7. 1768 Vídeň-Schönbrunn: Marie Eleonora z Oettingen-Wallersteinu (č. 6)                                                  | Původně byl pohřben 8. 11. 1789 ve hřbitovním kostele sv. Jiljí v Domaníně, do nové hrobky byla rakev s ostatky uložena 30. 7. 1877. Jeho srdce bylo uloženo v hrobce srdcí v kapli sv. Jana Nepomuckého v kostele sv. Víta v Českém Krumlově. | 5. kníže ze Schwarzenbergu a 10. vévoda krumlovský (1782–1789). Zemřel ve věku 47 let na zápal jater. |
| 5.      | 14.         | Alžběta Tereza ze Schwarzenbergu          | 11. 9. 1778 Vídeň                                        | Jan Nepomuk I. ze Schwarzenbergu (č. 4)                                                                    | | Původně byla pohřbena ve hřbitovním kostele sv. Jiljí v Domaníně, do nové hrobky byla rakev s ostatky uložena 30. 7. 1877. | |
| 5.      | 14.         | Alžběta Tereza ze Schwarzenbergu          | 8. 10. 1791 Hluboká nad Vltavou                          | Marie Eleonora z Oettingen-Wallersteinu (č. 6)                                                             | | Původně byla pohřbena ve hřbitovním kostele sv. Jiljí v Domaníně, do nové hrobky byla rakev s ostatky uložena 30. 7. 1877. | |
| 6.      | (13.)       | Marie Eleonora z Oettingen-Wallersteinu   | 22. 5. 1747 Wallerstein                                  | Filip Karel z Oettingen-Oettingenu a Oettingen-Wallersteinu 17. 3. 1722 Augsburg – 14. 4. 1766 Wallerstein | 14. 7. 1768 Vídeň-Schönbrunn: Jan Nepomuk I. ze Schwarzenbergu (č. 4)                                                         | Původně byla pohřbena ve hřbitovním kostele sv. Jiljí v Domaníně, do nové hrobky byla rakev s ostatky uložena 30. 7. 1877. Její srdce bylo uloženo v hrobce srdcí v kapli sv. Jana Nepomuckého v kostele sv. Víta v Českém Krumlově. | Kněžna ze Schwarzenbergu. Narodily se jí následující děti: - 1. Josef II. (1769–1833; č. 11) - 2. Jan (1770–1779; pohřben v hrobce v augustiniánském kostele ve Vídni) - 3. Karel I. Filip (1771–1820; pohřben v kostele sv. Jiljí v Domaníně u Třeboně, později ve Schwarzenberské hrobce na Orlíku), zakladatel schwarzenberské sekundogenitury, tzv. orlické větve - 4. Antonín (1772–1775; pohřben v hrobce v augustiniánském kostele ve Vídni) - 5. František (1773–1789; č. 3), dvojče - 6. Arnošt (1773–1821), dvojče - 7. Bedřich (1774–1795; pohřben v kostele sv. Vavřince ve Weinheimu) - 8. Marie Karolína, provd. z Lobkowicz (1775–1816; pohřbena v Lobkowiczké hrobce v Roudnici nad Labem) - 9. Eleonora Karolina (1777–1782; pohřbena v hrobce v augustiniánském kostele ve Vídni) - 10. Marie Alžběta (1778–1791; č. 5) - 11. Marie Terezie, provd. z Fürstenbergu (1780–1870; pohřbena ve Fürstenberské hrobce v Altweitře) - 12. Jan (1782–1783; pohřben v hrobce v augustiniánském kostele ve Vídni) - 13. Eleonora Žofie (1783–1846; č. 13)                                                         |
| 6.      | (13.)       | Marie Eleonora z Oettingen-Wallersteinu   | 25. 12. 1797 Vídeň                                       | Charlotta Juliana z Oettingen-Baldernu 25. 10. 1728 Baldern – 2. 1. 1791 Markt-Bissingen                   | 14. 7. 1768 Vídeň-Schönbrunn: Jan Nepomuk I. ze Schwarzenbergu (č. 4)                                                         | Původně byla pohřbena ve hřbitovním kostele sv. Jiljí v Domaníně, do nové hrobky byla rakev s ostatky uložena 30. 7. 1877. Její srdce bylo uloženo v hrobce srdcí v kapli sv. Jana Nepomuckého v kostele sv. Víta v Českém Krumlově. | Kněžna ze Schwarzenbergu. Narodily se jí následující děti: - 1. Josef II. (1769–1833; č. 11) - 2. Jan (1770–1779; pohřben v hrobce v augustiniánském kostele ve Vídni) - 3. Karel I. Filip (1771–1820; pohřben v kostele sv. Jiljí v Domaníně u Třeboně, později ve Schwarzenberské hrobce na Orlíku), zakladatel schwarzenberské sekundogenitury, tzv. orlické větve - 4. Antonín (1772–1775; pohřben v hrobce v augustiniánském kostele ve Vídni) - 5. František (1773–1789; č. 3), dvojče - 6. Arnošt (1773–1821), dvojče - 7. Bedřich (1774–1795; pohřben v kostele sv. Vavřince ve Weinheimu) - 8. Marie Karolína, provd. z Lobkowicz (1775–1816; pohřbena v Lobkowiczké hrobce v Roudnici nad Labem) - 9. Eleonora Karolina (1777–1782; pohřbena v hrobce v augustiniánském kostele ve Vídni) - 10. Marie Alžběta (1778–1791; č. 5) - 11. Marie Terezie, provd. z Fürstenbergu (1780–1870; pohřbena ve Fürstenberské hrobce v Altweitře) - 12. Jan (1782–1783; pohřben v hrobce v augustiniánském kostele ve Vídni) - 13. Eleonora Žofie (1783–1846; č. 13)                                                         |
| 7.      | 13.         | Marie Arnoštka ze Schwarzenbergu          | 18. 10. 1752 Vídeň                                       | Josef I. Adam ze Schwarzenbergu 25. 12. 1722 Vídeň – 17. 2. 1782 Vídeň                                     | 25. 6. 1778 Vídeň: František Xaver z Auerspergu 1755 Štýrský Hradec – 9. 6. 1803 Vídeň                                        | Původně byla pohřbena ve hřbitovním kostele sv. Jiljí v Domaníně, do nové hrobky byla rakev s ostatky uložena 30. 7. 1877. | Bezdětná. |
| 7.      | 13.         | Marie Arnoštka ze Schwarzenbergu          | 12. 4. 1801 Vídeň                                        | Marie Terezie z Liechtensteinu 28. 12. 1721 – 19. 1. 1753 Vídeň                                            | 25. 6. 1778 Vídeň: František Xaver z Auerspergu 1755 Štýrský Hradec – 9. 6. 1803 Vídeň                                        | Původně byla pohřbena ve hřbitovním kostele sv. Jiljí v Domaníně, do nové hrobky byla rakev s ostatky uložena 30. 7. 1877. | Bezdětná. |
| 8.      | 15.         | princ ze Schwarzenbergu                   | 22. 3. 1802                                              | Josef II. ze Schwarzenbergu (č. 11)                                                                        | | Původně byl pohřben ve hřbitovním kostele sv. Jiljí v Domaníně, do nové hrobky byla rakev s ostatky uložena 30. 7. 1877. | |
| 8.      | 15.         | princ ze Schwarzenbergu                   | 27. 3. 1802                                              | Pauline (Pavlína) Charlotte z Arenbergu (č. 9)                                                             | | Původně byl pohřben ve hřbitovním kostele sv. Jiljí v Domaníně, do nové hrobky byla rakev s ostatky uložena 30. 7. 1877. | |
| 9.      | (14.)       | Pauline (Pavlína) Charlotte z Arenbergu   | 2. 9. 1774 Brusel                                        | Ludvík Engelbert z Arenbergu 1750–1820                                                                     | 25. 5. 1794 zámek Heverlé: Josef II. ze Schwarzenbergu (č. 11)                                                                | Původně byla pohřbena ve hřbitovním kostele sv. Jiljí v Domaníně, do nové hrobky byla rakev s ostatky uložena 30. 7. 1877. Její srdce bylo uloženo v hrobce srdcí v kapli sv. Jana Nepomuckého v kostele sv. Víta v Českém Krumlově. | Kněžna ze Schwarzenbergu. Uhořela, když čekala 10. dítě. Narodily se jí následující děti: - 1. Marie Eleonora provd. Windisch-Grätzová (1796–1848; pohřbena v kostele sv. Václava v Tachove a později v hrobce Windisch-Graetzů v kladrubském klášteře) - 2. Marie Paulina, provd. Schönburg-Hartensteinová (1798–1821; č. 10) - 3. Jan Adolf II. (1799–1888; č. 17) - 4. Felix (1800–1852; č. 14) - 5. princ (*/† 1802; č. 8) - 6. Ludovika Eleonora, provd. Schönburg-Hartensteinová (1803–1884; pohřbena na hřbitově v Bad Ischlu) - 7. Marie Matylda (1804–1886; č. 16) - 8. Marie Karolina, provd. Bretzenheim-Regéczová (1806–1875) - 9. Marie Anna Berta, provd. Lobkowiczová (1807–1883; pohřbena v Lobkowiczké hrobce v Hoříně) - 10. Bedřich (1809–1885; pohřben v katedrále sv. Víta v Praze), pražský arcibiskup a kardinál |
| 9.      | (14.)       | Pauline (Pavlína) Charlotte z Arenbergu   | 1. 7. 1810 Paříž                                         | Luisa Paulina de Brancas-Villars 1755–1812                                                                 | 25. 5. 1794 zámek Heverlé: Josef II. ze Schwarzenbergu (č. 11)                                                                | Původně byla pohřbena ve hřbitovním kostele sv. Jiljí v Domaníně, do nové hrobky byla rakev s ostatky uložena 30. 7. 1877. Její srdce bylo uloženo v hrobce srdcí v kapli sv. Jana Nepomuckého v kostele sv. Víta v Českém Krumlově. | Kněžna ze Schwarzenbergu. Uhořela, když čekala 10. dítě. Narodily se jí následující děti: - 1. Marie Eleonora provd. Windisch-Grätzová (1796–1848; pohřbena v kostele sv. Václava v Tachove a později v hrobce Windisch-Graetzů v kladrubském klášteře) - 2. Marie Paulina, provd. Schönburg-Hartensteinová (1798–1821; č. 10) - 3. Jan Adolf II. (1799–1888; č. 17) - 4. Felix (1800–1852; č. 14) - 5. princ (*/† 1802; č. 8) - 6. Ludovika Eleonora, provd. Schönburg-Hartensteinová (1803–1884; pohřbena na hřbitově v Bad Ischlu) - 7. Marie Matylda (1804–1886; č. 16) - 8. Marie Karolina, provd. Bretzenheim-Regéczová (1806–1875) - 9. Marie Anna Berta, provd. Lobkowiczová (1807–1883; pohřbena v Lobkowiczké hrobce v Hoříně) - 10. Bedřich (1809–1885; pohřben v katedrále sv. Víta v Praze), pražský arcibiskup a kardinál |
| 10.     | 15.         | Marie Pauline (Pavlína) ze Schwarzenbergu | 20. 3. 1798 Vídeň                                        | Josef II. ze Schwarzenbergu (č. 11)                                                                        | 16. 6. 1817 Hluboká nad Vltavou: Jindřich Eduard z Schönburg-Hartensteinu 11. 10. 1787 Waldenburg, Sasko – 16. 11. 1872 Vídeň | Původně byla pohřbena ve hřbitovním kostele sv. Jiljí v Domaníně, do nové hrobky byla rakev s ostatky uložena 30. 7. 1877. | Bezdětná. Zemřela na následky pádu z koně. Manžel byl pohřben na hřbitově v Bad Ischlu. |
| 10.     | 15.         | Marie Pauline (Pavlína) ze Schwarzenbergu | 18. 6. 1821 Vídeň                                        | Pauline (Pavlína) Charlotte z Arenbergu (č. 9)                                                             | 16. 6. 1817 Hluboká nad Vltavou: Jindřich Eduard z Schönburg-Hartensteinu 11. 10. 1787 Waldenburg, Sasko – 16. 11. 1872 Vídeň | Původně byla pohřbena ve hřbitovním kostele sv. Jiljí v Domaníně, do nové hrobky byla rakev s ostatky uložena 30. 7. 1877. | Bezdětná. Zemřela na následky pádu z koně. Manžel byl pohřben na hřbitově v Bad Ischlu. |
| 11.     | 14.         | Josef II. Jan Nepomuk ze Schwarzenbergu   | 27. 6. 1769 Vídeň                                        | Jan Nepomuk I. ze Schwarzenbergu (č. 4)                                                                    | 25. 5. 1794 zámek Heverlé: Pauline (Pavlína) Charlotte z Arenbergu (č. 9)                                                     | Původně byl pohřben 23. 12. 1833 ve hřbitovním kostele sv. Jiljí v Domaníně a jeho srdce bylo uloženo v hrobce srdcí v kapli sv. Jana Nepomuckého v kostele sv. Víta v Českém Krumlově. Do nové hrobky byla rakev s jeho ostatky uložena 30. 7. 1877 jako vůbec první, protože byl zakladatelem hlubocko-krumlovské primogenitury. | 6. kníže ze Schwarzenbergu a 11. vévoda krumlovský (1789–1833), zakladatel schwarzenberské primogenitury. |
| 11.     | 14.         | Josef II. Jan Nepomuk ze Schwarzenbergu   | 19. 12. 1833 Hluboká nad Vltavou                         | Marie Eleonora z Oettingen-Wallersteinu (č. 6)                                                             | 25. 5. 1794 zámek Heverlé: Pauline (Pavlína) Charlotte z Arenbergu (č. 9)                                                     | Původně byl pohřben 23. 12. 1833 ve hřbitovním kostele sv. Jiljí v Domaníně a jeho srdce bylo uloženo v hrobce srdcí v kapli sv. Jana Nepomuckého v kostele sv. Víta v Českém Krumlově. Do nové hrobky byla rakev s jeho ostatky uložena 30. 7. 1877 jako vůbec první, protože byl zakladatelem hlubocko-krumlovské primogenitury. | 6. kníže ze Schwarzenbergu a 11. vévoda krumlovský (1789–1833), zakladatel schwarzenberské primogenitury. |
| 12.     | 16.         | Walter Prosper ze Schwarzenbergu          | 22. 4. 1839 Vídeň                                        | Jan Adolf II. ze Schwarzenbergu (č. 17)                                                                    | | Pitva proběhla 22. 4. 1841 ve Vídni. Poté byly ostatky převezeny do Třeboně a tam vystaveny na zámku. Následně byla rakev vystavena v zámecké kapli sv. Jiří v Českém Krumlově. Jeho ostatky pak byly dočasně několik měsíců přechovávány v kapli sv. Anny v krumlovském zámku. Dne 24. 11. byla rakev a urna s ostatky uloženy do nově vybudované hrobky (Waltersruhe, kaple sv. Kříže) v Červeném Dvoře. Po smrti matky byl pohřben 30. 7. 1873 na hřbitově u kostela sv. Jiljí v Domaníně do jejich společného hrobu, do nové hrobky byly rakev a urna uloženy 30. 7. 1877.            | Byl počat při cestě rodičů do Velké Británie v roce 1838, tradovaný nemanželský původ je spíše nepravděpodobný. Přestože oficiální zprávy nic takového nezmiňují, pravděpodobně zemřel tragicky, když spadl a udeřil se do hlavy. |
| 12.     | 16.         | Walter Prosper ze Schwarzenbergu          | 19. 4. 1841 Vídeň                                        | Eleonora z Liechtensteinu (č. 15)                                                                          | | Pitva proběhla 22. 4. 1841 ve Vídni. Poté byly ostatky převezeny do Třeboně a tam vystaveny na zámku. Následně byla rakev vystavena v zámecké kapli sv. Jiří v Českém Krumlově. Jeho ostatky pak byly dočasně několik měsíců přechovávány v kapli sv. Anny v krumlovském zámku. Dne 24. 11. byla rakev a urna s ostatky uloženy do nově vybudované hrobky (Waltersruhe, kaple sv. Kříže) v Červeném Dvoře. Po smrti matky byl pohřben 30. 7. 1873 na hřbitově u kostela sv. Jiljí v Domaníně do jejich společného hrobu, do nové hrobky byly rakev a urna uloženy 30. 7. 1877.            | Byl počat při cestě rodičů do Velké Británie v roce 1838, tradovaný nemanželský původ je spíše nepravděpodobný. Přestože oficiální zprávy nic takového nezmiňují, pravděpodobně zemřel tragicky, když spadl a udeřil se do hlavy. |
| 13.     | 14.         | Eleonora ze Schwarzenbergu                | 11. 7. 1783                                              | Jan Nepomuk I. ze Schwarzenbergu (č. 4)                                                                    | | Původně byla pohřbena ve hřbitovním kostele sv. Jiljí v Domaníně, do nové hrobky byla rakev s ostatky uložena 30. 7. 1877. | |
| 13.     | 14.         | Eleonora ze Schwarzenbergu                | 6. 11. 1846                                              | Marie Eleonora z Oettingen-Wallersteinu (č. 6)                                                             | | Původně byla pohřbena ve hřbitovním kostele sv. Jiljí v Domaníně, do nové hrobky byla rakev s ostatky uložena 30. 7. 1877. | |
| 14.     | 15.         | Felix ze Schwarzenbergu                   | 3. 10. 1800 Český Krumlov                                | Josef II. ze Schwarzenbergu (č. 11)                                                                        | | Původně byl pohřben ve hřbitovním kostele sv. Jiljí v Domaníně, do nové hrobky byla rakev s ostatky uložena 30. 7. 1877. | Rakouský ministerský předseda 1848–1852. |
| 14.     | 15.         | Felix ze Schwarzenbergu                   | 5. 4. 1852 Vídeň                                         | Pauline (Pavlína) Charlotte z Arenbergu (č. 9)                                                             | | Původně byl pohřben ve hřbitovním kostele sv. Jiljí v Domaníně, do nové hrobky byla rakev s ostatky uložena 30. 7. 1877. | Rakouský ministerský předseda 1848–1852. |
| 15.     | (15.)       | Eleonora z Liechtensteinu                 | 25. 12. 1812 Vídeň                                       | Mořic Josef z Liechtensteinu 1775–1819                                                                     | 21. 5. 1830 Vídeň: Jan Adolf II. ze Schwarzenbergu (č. 17)                                                                    | Tělo bylo vystaveno ve smutečně upravené posteli, ve které skonala. Dne 28. 7. se konala zádušní mše v zámecké kapli. Následující den byla nabalzamována a vyfotografována. V noci byly její ostatky uloženy do rakve a přeneseny do kaple sv. Jana Křtitele v křížové chodbě bývalého augustiniánského kláštera v Třeboni. V souladu s jejím přáním nebyla pohřbena v kryptě, nýbrž 31. 7. 1873 byla pochována do vlastního hrobu na hřbitově u kostela sv. Jiljí v Domaníně pražským arcibiskupem Bedřichem ze Schwarzenbergu, do nové hrobky byla rakev s ostatky uložena 30. 7. 1877. | Kněžna ze Schwarzenbergu. Dáma Řádu hvězdového kříže (1831) a palácová dáma. Zemřela ve věku 60 let následkem ranění mrtvice, na lůžko byla upoutána téměř sedm měsíců. Narodily se jí následující děti: - 1. Adolf Josef (1832–1914; č. 19) - 2. Marie Leopoldina, provdaná Waldstein-Wartenbergová (1833–1909; pohřbena ve Waldsteinské hrobce v Mnichově Hradišti) - 3. Walter Prosper (1839–1841; č. 12) |
| 15.     | (15.)       | Eleonora z Liechtensteinu                 | 27. 7. 1873 Třeboň                                       | Leopoldina Esterházyová z Galanty 1788–1746                                                                | 21. 5. 1830 Vídeň: Jan Adolf II. ze Schwarzenbergu (č. 17)                                                                    | Tělo bylo vystaveno ve smutečně upravené posteli, ve které skonala. Dne 28. 7. se konala zádušní mše v zámecké kapli. Následující den byla nabalzamována a vyfotografována. V noci byly její ostatky uloženy do rakve a přeneseny do kaple sv. Jana Křtitele v křížové chodbě bývalého augustiniánského kláštera v Třeboni. V souladu s jejím přáním nebyla pohřbena v kryptě, nýbrž 31. 7. 1873 byla pochována do vlastního hrobu na hřbitově u kostela sv. Jiljí v Domaníně pražským arcibiskupem Bedřichem ze Schwarzenbergu, do nové hrobky byla rakev s ostatky uložena 30. 7. 1877. | Kněžna ze Schwarzenbergu. Dáma Řádu hvězdového kříže (1831) a palácová dáma. Zemřela ve věku 60 let následkem ranění mrtvice, na lůžko byla upoutána téměř sedm měsíců. Narodily se jí následující děti: - 1. Adolf Josef (1832–1914; č. 19) - 2. Marie Leopoldina, provdaná Waldstein-Wartenbergová (1833–1909; pohřbena ve Waldsteinské hrobce v Mnichově Hradišti) - 3. Walter Prosper (1839–1841; č. 12) |
| 16.     | 15.         | Marie Matylda ze Schwarzenbergu           | 1. 4. 1804 Vídeň                                         | Josef II. ze Schwarzenbergu (č. 11)                                                                        | | Pohřbena 5. 11. 1886 v knížecí kryptě pražským arcibiskupem Františkem Schönbornem. Na parte je ovšem uvedeno, že její tělo bude vykropeno v jejím bytě na Neuer Markt č. 7 ve Vídni 5. 11. a že v rodinné hrobce v Třeboni bude pohřbena 6. 11. ve 14 hodin. | V důsledku tělesného postižení se nikdy neprovdala. Zemřela jako 82letá na sešlost věkem. |
| 16.     | 15.         | Marie Matylda ze Schwarzenbergu           | 3. 11. 1886 Vídeň                                        | Pauline (Pavlína) Charlotte z Arenbergu (č. 9)                                                             | | Pohřbena 5. 11. 1886 v knížecí kryptě pražským arcibiskupem Františkem Schönbornem. Na parte je ovšem uvedeno, že její tělo bude vykropeno v jejím bytě na Neuer Markt č. 7 ve Vídni 5. 11. a že v rodinné hrobce v Třeboni bude pohřbena 6. 11. ve 14 hodin. | V důsledku tělesného postižení se nikdy neprovdala. Zemřela jako 82letá na sešlost věkem. |
| 17.     | 15.         | Jan Adolf II. ze Schwarzenbergu           | 22. 5. 1799                                              | Josef II. ze Schwarzenbergu (č. 11)                                                                        | 21. 5. 1830 Vídeň: Eleonora z Liechtensteinu (č. 15)                                                                          | Jeho ostatky byly vykropeny 16. 9. 1888 ráno a poté vystaveny ve farním kostele sv. Jana Nepomuckého v Hluboké, následující den byl převezen do kaple sv. Jana Křtitele v křížové chodbě bývalého augustiniánského kláštera v Třeboni. Konečně 20. 9. byla rakev přenesena do presbytáře děkanského kostela sv. Jiljí. Po smuteční bohoslužbě, kterou sloužil pražský arcibiskup Františkem Schönbornem, byl pohřben v knížecí hrobce. | 7. kníže ze Schwarzenbergu a 12. vévoda krumlovský (1833–1888). C. k. komoří (1820), tajný rada (1838), člen rozmnožené Říšské rady (1860), poslanec Českého zemského sněmu (1861–1867, 1868, 1883–1888), dědičný člen Panské sněmovny rakouské Říšské rady (od roku 1861), rytíř Řádu zlatého rouna (1836), nositel velkokříže Královského uherského řádu sv. Štěpána (1854). Zakladatel hrobky a zadavatel přestavby zámku Hluboká v novogotickém stylu. Zemřel jako 89letý na sešlost věkem. |
| 17.     | 15.         | Jan Adolf II. ze Schwarzenbergu           | 15. 9. 1888 Hluboká nad Vltavou                          | Pauline (Pavlína) Charlotte z Arenbergu (č. 9)                                                             | 21. 5. 1830 Vídeň: Eleonora z Liechtensteinu (č. 15)                                                                          | Jeho ostatky byly vykropeny 16. 9. 1888 ráno a poté vystaveny ve farním kostele sv. Jana Nepomuckého v Hluboké, následující den byl převezen do kaple sv. Jana Křtitele v křížové chodbě bývalého augustiniánského kláštera v Třeboni. Konečně 20. 9. byla rakev přenesena do presbytáře děkanského kostela sv. Jiljí. Po smuteční bohoslužbě, kterou sloužil pražský arcibiskup Františkem Schönbornem, byl pohřben v knížecí hrobce. | 7. kníže ze Schwarzenbergu a 12. vévoda krumlovský (1833–1888). C. k. komoří (1820), tajný rada (1838), člen rozmnožené Říšské rady (1860), poslanec Českého zemského sněmu (1861–1867, 1868, 1883–1888), dědičný člen Panské sněmovny rakouské Říšské rady (od roku 1861), rytíř Řádu zlatého rouna (1836), nositel velkokříže Královského uherského řádu sv. Štěpána (1854). Zakladatel hrobky a zadavatel přestavby zámku Hluboká v novogotickém stylu. Zemřel jako 89letý na sešlost věkem. |
| 18.     | 17.         | Karel Vavřinec ze Schwarzenbergu          | 9. 8. 1871 Libějovice                                    | Adolf Josef ze Schwarzenbergu (č. 19)                                                                      | | Tělo bylo nabalzamováno, oblečeno do uniformy, vyfotografováno a uloženo do dvojité kovové a vnější dřevěné rakve. Pohřební obřad se konal 3. 4. 1902 v kostele sv. Josefa v Šanghaji. Do Evropy byl převezen na parníku Tai-Sang a Silesia. Z Rijeky pokračoval po železnici. V kostele sv. Jiljí v Třeboni byla rakev vystavena 13. 6. V knížecí hrobce byl pohřben 14. 6. českobudějovickým biskupem Martinem Říhou. | JUDr., poručík, rakouský diplomat v Petrohradě, legační tajemník rakouského velvyslanectví v Tokiu. Zemřel na spálu. |
| 18.     | 17.         | Karel Vavřinec ze Schwarzenbergu          | 1. 4. 1902 Šanghaj, Čína                                 | Ida z Liechtensteinu (č. 22)                                                                               | | Tělo bylo nabalzamováno, oblečeno do uniformy, vyfotografováno a uloženo do dvojité kovové a vnější dřevěné rakve. Pohřební obřad se konal 3. 4. 1902 v kostele sv. Josefa v Šanghaji. Do Evropy byl převezen na parníku Tai-Sang a Silesia. Z Rijeky pokračoval po železnici. V kostele sv. Jiljí v Třeboni byla rakev vystavena 13. 6. V knížecí hrobce byl pohřben 14. 6. českobudějovickým biskupem Martinem Říhou. | JUDr., poručík, rakouský diplomat v Petrohradě, legační tajemník rakouského velvyslanectví v Tokiu. Zemřel na spálu. |
| 19.     | 16.         | Adolf Josef ze Schwarzenbergu             | 18. 3. 1832 Vídeň                                        | Jan Adolf II. ze Schwarzenbergu (č. 17)                                                                    | 4. 6. 1857 Vídeň: Ida z Liechtensteinu (č. 22)                                                                                | Pohřben 10. 10. 1914 v knížecí hrobce českobudějovickým biskupem Josefem Antonínen Hůlkou. | 8. kníže ze Schwarzenbergu a 13. vévoda krumlovský (1888–1914). Tajný rada (1881), major v záloze, poslanec Českého zemského sněmu (1864–1867, 1870–1872, 1889–1901), poslanec rakouské Říšské rady (1879–1888), dědičný člen Panské sněmovny rakouské Říšské rady (1888–1914), rytíř Řádu zlatého rouna (1881), nositel velkokříže Královského uherského řádu sv. Štěpána (1908). Od roku 1857 spravoval velkostatek Libějovice a Netolice, v roce 1888 převzal majorát, v roce 1903 postoupil správu majetku synovi Janovi s výjimkou Libějovic a Netolic. Zemřel ve věku 82 let na zkornatění tepen, srdeční vadu a marasmus. |
| 19.     | 16.         | Adolf Josef ze Schwarzenbergu             | 5. 10. 1914 Libějovice                                   | Eleonora z Liechtensteinu (č. 15)                                                                          | 4. 6. 1857 Vídeň: Ida z Liechtensteinu (č. 22)                                                                                | Pohřben 10. 10. 1914 v knížecí hrobce českobudějovickým biskupem Josefem Antonínen Hůlkou. | 8. kníže ze Schwarzenbergu a 13. vévoda krumlovský (1888–1914). Tajný rada (1881), major v záloze, poslanec Českého zemského sněmu (1864–1867, 1870–1872, 1889–1901), poslanec rakouské Říšské rady (1879–1888), dědičný člen Panské sněmovny rakouské Říšské rady (1888–1914), rytíř Řádu zlatého rouna (1881), nositel velkokříže Královského uherského řádu sv. Štěpána (1908). Od roku 1857 spravoval velkostatek Libějovice a Netolice, v roce 1888 převzal majorát, v roce 1903 postoupil správu majetku synovi Janovi s výjimkou Libějovic a Netolic. Zemřel ve věku 82 let na zkornatění tepen, srdeční vadu a marasmus. |
| 20.     | 18.         | Sophie Ida ze Schwarzenbergu              | 9. 3. 1901 Prešpurk (Bratislava)                         | Felix ze Schwarzenbergu 8. 6. 1867 Libějovice – 18. 11. 1946 Gusterheim                                    | | | Dvojče. |
| 20.     | 18.         | Sophie Ida ze Schwarzenbergu              | 16. 3. 1915 Praha                                        | Anna z Löwenstein-Wertheimu-Rosenbergu (č. 24)                                                             | | | Dvojče. |
| 21.     | 18.         | Karel Felix ze Schwarzenbergu             | 8. 6. 1892 Hluboká nad Vltavou                           | Jan Nepomuk II. ze Schwarzenbergu (č. 26)                                                                  | | | |
| 21.     | 18.         | Karel Felix ze Schwarzenbergu             | 17. 2. 1919 Praha                                        | Therese z Trauttmansdorff-Weinsbergu 9. 2. 1870 Oberwaltersdorf – 12. 8. 1945 Neunkirchen                  | | | |
| 22.     | (16.)       | Ida z Liechtensteinu                      | 15. 9. 1839 Lednice                                      | Alois II. z Liechtensteinu 26. 5. 1796 Vídeň – 12. 11. 1858 Lednice                                        | 4. 6. 1857 Vídeň: Adolf Josef ze Schwarzenbergu (č. 19)                                                                       | | Kněžna ze Schwarzenbergu. Dáma Řádu hvězdového kříže (1858) a palácová dáma, nositelka velkokříže Řádu Alžběty (1898). Choť svého bratrance. Porodila následující děti: - 1. Eleonora, provd. Lambergová (1858–1938; pohřbena na hřbitově v Döllersheimu) - 2. Jan Nepomuk II. (1860–1938; č. 26) - 3. Františka de Paula, provd. Esterházyová z Galanty (1861–1951; pohřbena v mauzoleu Esterházyů v Ganně) - 4. Alois (1863–1937; č. 25) - 5. Marie Aloisie (Benedikta) (1865–1943; pohřbena na řádovém hřbitově Opatství sv. Gabriela v Pertlsteině), jeptiška - 6. Felix (1867–1946; pohřben ve Schwarzenberské hrobce v Murau) - 7. Jiří (1870–1952; pohřben ve Schwarzenberské hrobce v Murau) - 8. Karel Vavřinec (1871–1902; č. 18) - 9. Terezie (1873–1946) |
| 22.     | (16.)       | Ida z Liechtensteinu                      | 4. 8. 1921 Libějovice                                    | Františka Kinská z Vchynic a Tetova 8. 8. 1813 Vídeň – 5. 2. 1881 Vídeň                                    | 4. 6. 1857 Vídeň: Adolf Josef ze Schwarzenbergu (č. 19)                                                                       | | Kněžna ze Schwarzenbergu. Dáma Řádu hvězdového kříže (1858) a palácová dáma, nositelka velkokříže Řádu Alžběty (1898). Choť svého bratrance. Porodila následující děti: - 1. Eleonora, provd. Lambergová (1858–1938; pohřbena na hřbitově v Döllersheimu) - 2. Jan Nepomuk II. (1860–1938; č. 26) - 3. Františka de Paula, provd. Esterházyová z Galanty (1861–1951; pohřbena v mauzoleu Esterházyů v Ganně) - 4. Alois (1863–1937; č. 25) - 5. Marie Aloisie (Benedikta) (1865–1943; pohřbena na řádovém hřbitově Opatství sv. Gabriela v Pertlsteině), jeptiška - 6. Felix (1867–1946; pohřben ve Schwarzenberské hrobce v Murau) - 7. Jiří (1870–1952; pohřben ve Schwarzenberské hrobce v Murau) - 8. Karel Vavřinec (1871–1902; č. 18) - 9. Terezie (1873–1946) |
| x932.   | 18.         | Edmund Černov                             | 23. 9. 1897 Hluboká nad Vltavou                          | Jan Nepomuk II. Schwarzenberg (č. 26)                                                                      | listopad 1923 (rozvedeni 1927): Marie Pourová 13. 10. 1895 Žižkov – ?                                                         | | Dvojče. "Černá ovce rodiny", v roce 1915 vstoupil dobrovolně do rakousko-uherské armády. Věnoval se hazardním hrám. Studoval na univerzitě v Cambridgi. V roce 1923 se ho otec zřekl. V roce 1926 podepsal dohodu o odstupném. Nesměl pobývat v blízkosti schwarzenberských panství a musel přijmout příjmení Černov. V roce 1929 částečně zbaven svéprávnosti pro marnotratnost. Na konci života byla jeho životní družkou herečka Renate Hohn. |
| x932.   | 18.         | Edmund Černov                             | 25. 12. 1932 loď Wangoni na cestě mezi Mombasou a Adenem | Therese z Trauttmansdorff-Weinsbergu 9. 2. 1870 Oberwaltersdorf – 12. 8. 1945 Neunkirchen                  | listopad 1923 (rozvedeni 1927): Marie Pourová 13. 10. 1895 Žižkov – ?                                                         | | Dvojče. "Černá ovce rodiny", v roce 1915 vstoupil dobrovolně do rakousko-uherské armády. Věnoval se hazardním hrám. Studoval na univerzitě v Cambridgi. V roce 1923 se ho otec zřekl. V roce 1926 podepsal dohodu o odstupném. Nesměl pobývat v blízkosti schwarzenberských panství a musel přijmout příjmení Černov. V roce 1929 částečně zbaven svéprávnosti pro marnotratnost. Na konci života byla jeho životní družkou herečka Renate Hohn. |
| 23.     | 18.         | Marie Therese Schwarzenbergová            | 9. 3. 1901 Prešpurk (Bratislava)                         | Felix ze Schwarzenbergu 8. 6. 1867 Libějovice – 18. 11. 1946 Gusterheim                                    | | 21. 3. 1935. | Dvojče. Zemřela ve věku 33 let na tuberkulózu ve vídeňském sanatoriu dr. Löwa. |
| 23.     | 18.         | Marie Therese Schwarzenbergová            | 16. 3. 1935 Vídeň                                        | Anna z Löwenstein-Wertheimu-Rosenbergu (č. 24)                                                             | | 21. 3. 1935. | Dvojče. Zemřela ve věku 33 let na tuberkulózu ve vídeňském sanatoriu dr. Löwa. |
| 24.     | (17.)       | Anna z Löwenstein-Wertheim-Rosenbergu     | 28. 9. 1873 Kleinheubach                                 | Karel z Löwenstein-Wertheim-Rosenbergu                                                                     | 15. 6. 1897 Kleinheubach: Felix ze Schwarzenbergu 8. 6. 1867 Libějovice – 18. 11. 1946 Gusterheim                             | | Dáma Řádu hvězdového kříže (1904) a palácová dáma. Narodily se jí následující děti: - 1. Josef III. (1900–1979; pohřben ve Schwarzenberské hrobce v Murau), 11. kníže - 2. Sophie (1901–1915; č. 20) - 3. Marie (1901–1935; č. 23) - 4. Jindřich I. (Heinrich; 1903–1965; pohřben ve Schwarzenberské hrobce v Murau), 16. vévoda krumlovský |
| 24.     | (17.)       | Anna z Löwenstein-Wertheim-Rosenbergu     | 27. 6. 1936 Vídeň                                        | Sophie z Liechtensteinu                                                                                    | 15. 6. 1897 Kleinheubach: Felix ze Schwarzenbergu 8. 6. 1867 Libějovice – 18. 11. 1946 Gusterheim                             | | Dáma Řádu hvězdového kříže (1904) a palácová dáma. Narodily se jí následující děti: - 1. Josef III. (1900–1979; pohřben ve Schwarzenberské hrobce v Murau), 11. kníže - 2. Sophie (1901–1915; č. 20) - 3. Marie (1901–1935; č. 23) - 4. Jindřich I. (Heinrich; 1903–1965; pohřben ve Schwarzenberské hrobce v Murau), 16. vévoda krumlovský |
| 25.     | 17.         | Alois Schwarzenberg                       | 23. 7. 1863 Libějovice                                   | Adolf Josef ze Schwarzenbergu (č. 19)                                                                      | | | C. k. rytmistr v záloze. |
| 25.     | 17.         | Alois Schwarzenberg                       | 3. 3. 1937 Nairobi, Keňa                                 | Ida z Liechtensteinu (č. 22)                                                                               | | | C. k. rytmistr v záloze. |
| 26.     | 17.         | Jan Nepomuk II. Schwarzenberg             | 29. 5. 1860 Vídeň                                        | Adolf Josef ze Schwarzenbergu (č. 19)                                                                      | 27. 8. 1889 Vídeň: Therese z Trauttmansdorff-Weinsbergu 9. 2. 1870 Oberwaltersdorf – 12. 8. 1945 Neunkirchen                  | Tělo bylo vykropeno 4. 10. 1938 v kostele sv. Karla ve Vídni. Zádušní mše se sloužily ve všech patronátních kostelech 5. 10. 1938. Následkem Mnichovských událostí byl dočasně pohřben v pronajaté hrobce na hřbitově ve Vídni-Hietzingu, do knížecí hrobky v Domaníně byl uložen teprve 12. 9. 1939. | 9. kníže ze Schwarzenbergu a 14. vévoda krumlovský (1914–1938). Tajný rada (1909), major v záloze, poslanec Českého zemského sněmu (1891–1901), poslanec rakouské Říšské rady (1891–1897), dědičný člen Panské sněmovny rakouské Říšské rady (1915–1918), rytíř Řádu zlatého rouna (1915), rytíř Řádu železné koruny 1. třídy (1917). Od roku 1903 spravoval statky kromě Libějovic a Netolic, v roce 1914 zdědil majorát, v roce 1923 předal správu statků synovi Adolfovi. Manželka byla pohřbena ve Schwarzenberské hrobce v Murau. Narodily se mu následující děti: - 1. Adolf (1890–1950; pohřben ve Schwarzenberské hrobce v Murau), 10. kníže - 2. Karel Felix (1892–1919; č. 21) - 3. Ida, provd. Revertera von Salandra (1894–1974; pohřbena v mauzoleu rodu Revertera-Salandra na hřbitově v Sankt Georgen bei Grieskirchen) - 4. Josefina, provd. Czerninová (1895–1965) - 5. Edmund Černov (1897–1932; č. x932) - 6. Anna (1897–1954; pohřbena ve Schwarzenberské hrobce v Murau) - 7. Marie, provd. Croÿová (1900–1981; pohřbena v pohřební kapli v Zeltwegu) - 8. Terezie, provd. Guttenbergová (1905–1979) |
| 26.     | 17.         | Jan Nepomuk II. Schwarzenberg             | 1. 10. 1938 Vídeň                                        | Ida z Liechtensteinu (č. 22)                                                                               | 27. 8. 1889 Vídeň: Therese z Trauttmansdorff-Weinsbergu 9. 2. 1870 Oberwaltersdorf – 12. 8. 1945 Neunkirchen                  | Tělo bylo vykropeno 4. 10. 1938 v kostele sv. Karla ve Vídni. Zádušní mše se sloužily ve všech patronátních kostelech 5. 10. 1938. Následkem Mnichovských událostí byl dočasně pohřben v pronajaté hrobce na hřbitově ve Vídni-Hietzingu, do knížecí hrobky v Domaníně byl uložen teprve 12. 9. 1939. | 9. kníže ze Schwarzenbergu a 14. vévoda krumlovský (1914–1938). Tajný rada (1909), major v záloze, poslanec Českého zemského sněmu (1891–1901), poslanec rakouské Říšské rady (1891–1897), dědičný člen Panské sněmovny rakouské Říšské rady (1915–1918), rytíř Řádu zlatého rouna (1915), rytíř Řádu železné koruny 1. třídy (1917). Od roku 1903 spravoval statky kromě Libějovic a Netolic, v roce 1914 zdědil majorát, v roce 1923 předal správu statků synovi Adolfovi. Manželka byla pohřbena ve Schwarzenberské hrobce v Murau. Narodily se mu následující děti: - 1. Adolf (1890–1950; pohřben ve Schwarzenberské hrobce v Murau), 10. kníže - 2. Karel Felix (1892–1919; č. 21) - 3. Ida, provd. Revertera von Salandra (1894–1974; pohřbena v mauzoleu rodu Revertera-Salandra na hřbitově v Sankt Georgen bei Grieskirchen) - 4. Josefina, provd. Czerninová (1895–1965) - 5. Edmund Černov (1897–1932; č. x932) - 6. Anna (1897–1954; pohřbena ve Schwarzenberské hrobce v Murau) - 7. Marie, provd. Croÿová (1900–1981; pohřbena v pohřební kapli v Zeltwegu) - 8. Terezie, provd. Guttenbergová (1905–1979) |

### Příbuzenské vztahy pohřbených
Následující schémata znázorňují příbuzenské vztahy. Červeně orámovaní byli pohřbeni v hrobce, arabské číslice odpovídají pořadí úmrtí podle předchozích tabulek. Římské číslice představují pořadí manželky nebo manžela, pokud se některý příslušník oženil nebo příslušnice vdala více než jednou. Tučně jsou vyznačena knížata ze Schwarzenbergu. Modře je vyznačen Edmund Černov, který zemřel na moři. Zeleně je vyznačen Jindřich (Heinrich) Schwarzenberg, který v roce 1960 adoptoval Karla Schwarzenberga (1937–2023) z orlické větve. Vzhledem k účelu schématu se nejedná o kompletní rodokmen.
|                                                           |                                                           |                                                           |                                                           |                                                           |                                                           |  |  | Josef I. Adam ze Schwarzenbergu, 4. kníže 1722–1782  | Josef I. Adam ze Schwarzenbergu, 4. kníže 1722–1782  | Josef I. Adam ze Schwarzenbergu, 4. kníže 1722–1782  | Josef I. Adam ze Schwarzenbergu, 4. kníže 1722–1782  | Josef I. Adam ze Schwarzenbergu, 4. kníže 1722–1782  | Josef I. Adam ze Schwarzenbergu, 4. kníže 1722–1782  |  |  | Marie Terezie z Liechtensteinu 1721–1753                                     | Marie Terezie z Liechtensteinu 1721–1753                                     | Marie Terezie z Liechtensteinu 1721–1753                                     | Marie Terezie z Liechtensteinu 1721–1753                                     | Marie Terezie z Liechtensteinu 1721–1753                                     | Marie Terezie z Liechtensteinu 1721–1753                                     |  |  |                                                       |                                                       |                                                       |                                                       |                                                       |                                                       |  |  |                                               |                                               |                                               |                                               |                                               |                                               |  |  |                                                    |                                                    |                                                    |                                                    |                                                    |                                                    |  |  |                                                                      |                                                                      |                                                                      |                                                                      |                                                                      |                                                                      |                           |                           |                                                                |                                                                |                                                                |                                                                |                                                                |                                                                |                                         |                                         |                                                 |                                                 |                                                 |                                                 |                                                 |                                                 |  |  |                                                         |                                                         |                                                         |                                                         |                                                         |                                                         |  |  |  |  |  |  |
|                                                           |                                                           |                                                           |                                                           |                                                           |                                                           |  |  | Josef I. Adam ze Schwarzenbergu, 4. kníže 1722–1782  | Josef I. Adam ze Schwarzenbergu, 4. kníže 1722–1782  | Josef I. Adam ze Schwarzenbergu, 4. kníže 1722–1782  | Josef I. Adam ze Schwarzenbergu, 4. kníže 1722–1782  | Josef I. Adam ze Schwarzenbergu, 4. kníže 1722–1782  | Josef I. Adam ze Schwarzenbergu, 4. kníže 1722–1782  |  |  | Marie Terezie z Liechtensteinu 1721–1753                                     | Marie Terezie z Liechtensteinu 1721–1753                                     | Marie Terezie z Liechtensteinu 1721–1753                                     | Marie Terezie z Liechtensteinu 1721–1753                                     | Marie Terezie z Liechtensteinu 1721–1753                                     | Marie Terezie z Liechtensteinu 1721–1753                                     |  |  |                                                       |                                                       |                                                       |                                                       |                                                       |                                                       |  |  |                                               |                                               |                                               |                                               |                                               |                                               |  |  |                                                    |                                                    |                                                    |                                                    |                                                    |                                                    |  |  |                                                                      |                                                                      |                                                                      |                                                                      |                                                                      |                                                                      |                           |                           |                                                                |                                                                |                                                                |                                                                |                                                                |                                                                |                                         |                                         |                                                 |                                                 |                                                 |                                                 |                                                 |                                                 |  |  |                                                         |                                                         |                                                         |                                                         |                                                         |                                                         |  |  |  |  |  |  |
|                                                           |                                                           |                                                           |                                                           |                                                           |                                                           |  |  |                                                      |                                                      |                                                      |                                                      |                                                      |                                                      |  |  |                                                                              |                                                                              |                                                                              |                                                                              |                                                                              |                                                                              |  |  |                                                       |                                                       |                                                       |                                                       |                                                       |                                                       |  |  |                                               |                                               |                                               |                                               |                                               |                                               |  |  |                                                    |                                                    |                                                    |                                                    |                                                    |                                                    |  |  |                                                                      |                                                                      |                                                                      |                                                                      |                                                                      |                                                                      |                           |                           |                                                                |                                                                |                                                                |                                                                |                                                                |                                                                |                                         |                                         |                                                 |                                                 |                                                 |                                                 |                                                 |                                                 |  |  |                                                         |                                                         |                                                         |                                                         |                                                         |                                                         |  |  |  |  |  |  |
|                                                           |                                                           |                                                           |                                                           |                                                           |                                                           |  |  |                                                      |                                                      |                                                      |                                                      |                                                      |                                                      |  |  |                                                                              |                                                                              |                                                                              |                                                                              |                                                                              |                                                                              |  |  |                                                       |                                                       |                                                       |                                                       |                                                       |                                                       |  |  |                                               |                                               |                                               |                                               |                                               |                                               |  |  |                                                    |                                                    |                                                    |                                                    |                                                    |                                                    |  |  |                                                                      |                                                                      |                                                                      |                                                                      |                                                                      |                                                                      |                           |                           |                                                                |                                                                |                                                                |                                                                |                                                                |                                                                |                                         |                                         |                                                 |                                                 |                                                 |                                                 |                                                 |                                                 |  |  |                                                         |                                                         |                                                         |                                                         |                                                         |                                                         |  |  |  |  |  |  |
| 4. Jan I. Nepomuk ze Schwarzenbergu, 5. kníže 1742–1789   | 4. Jan I. Nepomuk ze Schwarzenbergu, 5. kníže 1742–1789   | 4. Jan I. Nepomuk ze Schwarzenbergu, 5. kníže 1742–1789   | 4. Jan I. Nepomuk ze Schwarzenbergu, 5. kníže 1742–1789   | 4. Jan I. Nepomuk ze Schwarzenbergu, 5. kníže 1742–1789   | 4. Jan I. Nepomuk ze Schwarzenbergu, 5. kníže 1742–1789   |  |  | 6. Marie Eleonora z Oettingen-Wallersteinu 1747–1797 | 6. Marie Eleonora z Oettingen-Wallersteinu 1747–1797 | 6. Marie Eleonora z Oettingen-Wallersteinu 1747–1797 | 6. Marie Eleonora z Oettingen-Wallersteinu 1747–1797 | 6. Marie Eleonora z Oettingen-Wallersteinu 1747–1797 | 6. Marie Eleonora z Oettingen-Wallersteinu 1747–1797 |  |  | Josef Václav ze Schwarzenbergu 1745–1781                                     | Josef Václav ze Schwarzenbergu 1745–1781                                     | Josef Václav ze Schwarzenbergu 1745–1781                                     | Josef Václav ze Schwarzenbergu 1745–1781                                     | Josef Václav ze Schwarzenbergu 1745–1781                                     | Josef Václav ze Schwarzenbergu 1745–1781                                     |  |  | Antonín ze Schwarzenbergu 1746–1764                   | Antonín ze Schwarzenbergu 1746–1764                   | Antonín ze Schwarzenbergu 1746–1764                   | Antonín ze Schwarzenbergu 1746–1764                   | Antonín ze Schwarzenbergu 1746–1764                   | Antonín ze Schwarzenbergu 1746–1764                   |  |  | 2. Marie Terezie ze Schwarzenbergu 1747–1788  | 2. Marie Terezie ze Schwarzenbergu 1747–1788  | 2. Marie Terezie ze Schwarzenbergu 1747–1788  | 2. Marie Terezie ze Schwarzenbergu 1747–1788  | 2. Marie Terezie ze Schwarzenbergu 1747–1788  | 2. Marie Terezie ze Schwarzenbergu 1747–1788  |  |  | Zikmund z Goëßu 1723–1796                          | Zikmund z Goëßu 1723–1796                          | Zikmund z Goëßu 1723–1796                          | Zikmund z Goëßu 1723–1796                          | Zikmund z Goëßu 1723–1796                          | Zikmund z Goëßu 1723–1796                          |  |  | 1. Marie Eleonora ze Schwarzenbergu 1748–1786                        | 1. Marie Eleonora ze Schwarzenbergu 1748–1786                        | 1. Marie Eleonora ze Schwarzenbergu 1748–1786                        | 1. Marie Eleonora ze Schwarzenbergu 1748–1786                        | 1. Marie Eleonora ze Schwarzenbergu 1748–1786                        | 1. Marie Eleonora ze Schwarzenbergu 1748–1786                        |                           |                           | František Josef ze Schwarzenbergu 1749–1750                    | František Josef ze Schwarzenbergu 1749–1750                    | František Josef ze Schwarzenbergu 1749–1750                    | František Josef ze Schwarzenbergu 1749–1750                    | František Josef ze Schwarzenbergu 1749–1750                    | František Josef ze Schwarzenbergu 1749–1750                    |                                         |                                         | 7. Marie Arnoštka ze Schwarzenbergu 1752–1801   | 7. Marie Arnoštka ze Schwarzenbergu 1752–1801   | 7. Marie Arnoštka ze Schwarzenbergu 1752–1801   | 7. Marie Arnoštka ze Schwarzenbergu 1752–1801   | 7. Marie Arnoštka ze Schwarzenbergu 1752–1801   | 7. Marie Arnoštka ze Schwarzenbergu 1752–1801   |  |  | František Xaver z Auerspergu 1755–1803                  | František Xaver z Auerspergu 1755–1803                  | František Xaver z Auerspergu 1755–1803                  | František Xaver z Auerspergu 1755–1803                  | František Xaver z Auerspergu 1755–1803                  | František Xaver z Auerspergu 1755–1803                  |  |  |  |  |  |  |
| 4. Jan I. Nepomuk ze Schwarzenbergu, 5. kníže 1742–1789   | 4. Jan I. Nepomuk ze Schwarzenbergu, 5. kníže 1742–1789   | 4. Jan I. Nepomuk ze Schwarzenbergu, 5. kníže 1742–1789   | 4. Jan I. Nepomuk ze Schwarzenbergu, 5. kníže 1742–1789   | 4. Jan I. Nepomuk ze Schwarzenbergu, 5. kníže 1742–1789   | 4. Jan I. Nepomuk ze Schwarzenbergu, 5. kníže 1742–1789   |  |  | 6. Marie Eleonora z Oettingen-Wallersteinu 1747–1797 | 6. Marie Eleonora z Oettingen-Wallersteinu 1747–1797 | 6. Marie Eleonora z Oettingen-Wallersteinu 1747–1797 | 6. Marie Eleonora z Oettingen-Wallersteinu 1747–1797 | 6. Marie Eleonora z Oettingen-Wallersteinu 1747–1797 | 6. Marie Eleonora z Oettingen-Wallersteinu 1747–1797 |  |  | Josef Václav ze Schwarzenbergu 1745–1781                                     | Josef Václav ze Schwarzenbergu 1745–1781                                     | Josef Václav ze Schwarzenbergu 1745–1781                                     | Josef Václav ze Schwarzenbergu 1745–1781                                     | Josef Václav ze Schwarzenbergu 1745–1781                                     | Josef Václav ze Schwarzenbergu 1745–1781                                     |  |  | Antonín ze Schwarzenbergu 1746–1764                   | Antonín ze Schwarzenbergu 1746–1764                   | Antonín ze Schwarzenbergu 1746–1764                   | Antonín ze Schwarzenbergu 1746–1764                   | Antonín ze Schwarzenbergu 1746–1764                   | Antonín ze Schwarzenbergu 1746–1764                   |  |  | 2. Marie Terezie ze Schwarzenbergu 1747–1788  | 2. Marie Terezie ze Schwarzenbergu 1747–1788  | 2. Marie Terezie ze Schwarzenbergu 1747–1788  | 2. Marie Terezie ze Schwarzenbergu 1747–1788  | 2. Marie Terezie ze Schwarzenbergu 1747–1788  | 2. Marie Terezie ze Schwarzenbergu 1747–1788  |  |  | Zikmund z Goëßu 1723–1796                          | Zikmund z Goëßu 1723–1796                          | Zikmund z Goëßu 1723–1796                          | Zikmund z Goëßu 1723–1796                          | Zikmund z Goëßu 1723–1796                          | Zikmund z Goëßu 1723–1796                          |  |  | 1. Marie Eleonora ze Schwarzenbergu 1748–1786                        | 1. Marie Eleonora ze Schwarzenbergu 1748–1786                        | 1. Marie Eleonora ze Schwarzenbergu 1748–1786                        | 1. Marie Eleonora ze Schwarzenbergu 1748–1786                        | 1. Marie Eleonora ze Schwarzenbergu 1748–1786                        | 1. Marie Eleonora ze Schwarzenbergu 1748–1786                        |                           |                           | František Josef ze Schwarzenbergu 1749–1750                    | František Josef ze Schwarzenbergu 1749–1750                    | František Josef ze Schwarzenbergu 1749–1750                    | František Josef ze Schwarzenbergu 1749–1750                    | František Josef ze Schwarzenbergu 1749–1750                    | František Josef ze Schwarzenbergu 1749–1750                    |                                         |                                         | 7. Marie Arnoštka ze Schwarzenbergu 1752–1801   | 7. Marie Arnoštka ze Schwarzenbergu 1752–1801   | 7. Marie Arnoštka ze Schwarzenbergu 1752–1801   | 7. Marie Arnoštka ze Schwarzenbergu 1752–1801   | 7. Marie Arnoštka ze Schwarzenbergu 1752–1801   | 7. Marie Arnoštka ze Schwarzenbergu 1752–1801   |  |  | František Xaver z Auerspergu 1755–1803                  | František Xaver z Auerspergu 1755–1803                  | František Xaver z Auerspergu 1755–1803                  | František Xaver z Auerspergu 1755–1803                  | František Xaver z Auerspergu 1755–1803                  | František Xaver z Auerspergu 1755–1803                  |  |  |  |  |  |  |
|                                                           |                                                           |                                                           |                                                           |                                                           |                                                           |  |  |                                                      |                                                      |                                                      |                                                      |                                                      |                                                      |  |  |                                                                              |                                                                              |                                                                              |                                                                              |                                                                              |                                                                              |  |  |                                                       |                                                       |                                                       |                                                       |                                                       |                                                       |  |  |                                               |                                               |                                               |                                               |                                               |                                               |  |  |                                                    |                                                    |                                                    |                                                    |                                                    |                                                    |  |  |                                                                      |                                                                      |                                                                      |                                                                      |                                                                      |                                                                      |                           |                           |                                                                |                                                                |                                                                |                                                                |                                                                |                                                                |                                         |                                         |                                                 |                                                 |                                                 |                                                 |                                                 |                                                 |  |  |                                                         |                                                         |                                                         |                                                         |                                                         |                                                         |  |  |  |  |  |  |
|                                                           |                                                           |                                                           |                                                           |                                                           |                                                           |  |  |                                                      |                                                      |                                                      |                                                      |                                                      |                                                      |  |  |                                                                              |                                                                              |                                                                              |                                                                              |                                                                              |                                                                              |  |  |                                                       |                                                       |                                                       |                                                       |                                                       |                                                       |  |  |                                               |                                               |                                               |                                               |                                               |                                               |  |  |                                                    |                                                    |                                                    |                                                    |                                                    |                                                    |  |  |                                                                      |                                                                      |                                                                      |                                                                      |                                                                      |                                                                      |                           |                           |                                                                |                                                                |                                                                |                                                                |                                                                |                                                                |                                         |                                         |                                                 |                                                 |                                                 |                                                 |                                                 |                                                 |  |  |                                                         |                                                         |                                                         |                                                         |                                                         |                                                         |  |  |  |  |  |  |
| 11. Josef II. ze Schwarzenbergu, 6. kníže 1769–1833       | 11. Josef II. ze Schwarzenbergu, 6. kníže 1769–1833       | 11. Josef II. ze Schwarzenbergu, 6. kníže 1769–1833       | 11. Josef II. ze Schwarzenbergu, 6. kníže 1769–1833       | 11. Josef II. ze Schwarzenbergu, 6. kníže 1769–1833       | 11. Josef II. ze Schwarzenbergu, 6. kníže 1769–1833       |  |  | 9. Pavlína ze Schwarzenbergu 1774–1810               | 9. Pavlína ze Schwarzenbergu 1774–1810               | 9. Pavlína ze Schwarzenbergu 1774–1810               | 9. Pavlína ze Schwarzenbergu 1774–1810               | 9. Pavlína ze Schwarzenbergu 1774–1810               | 9. Pavlína ze Schwarzenbergu 1774–1810               |  |  | Karel I. Filip ze Schwarzenbergu, kníže a 1. hlava sekundogenitury 1771–1820 | Karel I. Filip ze Schwarzenbergu, kníže a 1. hlava sekundogenitury 1771–1820 | Karel I. Filip ze Schwarzenbergu, kníže a 1. hlava sekundogenitury 1771–1820 | Karel I. Filip ze Schwarzenbergu, kníže a 1. hlava sekundogenitury 1771–1820 | Karel I. Filip ze Schwarzenbergu, kníže a 1. hlava sekundogenitury 1771–1820 | Karel I. Filip ze Schwarzenbergu, kníže a 1. hlava sekundogenitury 1771–1820 |  |  | Marie Anna z Hohenfeldu 1767/1768–1848                | Marie Anna z Hohenfeldu 1767/1768–1848                | Marie Anna z Hohenfeldu 1767/1768–1848                | Marie Anna z Hohenfeldu 1767/1768–1848                | Marie Anna z Hohenfeldu 1767/1768–1848                | Marie Anna z Hohenfeldu 1767/1768–1848                |  |  | 3. František ze Schwarzenbergu 1773–1789      | 3. František ze Schwarzenbergu 1773–1789      | 3. František ze Schwarzenbergu 1773–1789      | 3. František ze Schwarzenbergu 1773–1789      | 3. František ze Schwarzenbergu 1773–1789      | 3. František ze Schwarzenbergu 1773–1789      |  |  | Arnošt ze Schwarzenbergu, rábský biskup 1773–1821  | Arnošt ze Schwarzenbergu, rábský biskup 1773–1821  | Arnošt ze Schwarzenbergu, rábský biskup 1773–1821  | Arnošt ze Schwarzenbergu, rábský biskup 1773–1821  | Arnošt ze Schwarzenbergu, rábský biskup 1773–1821  | Arnošt ze Schwarzenbergu, rábský biskup 1773–1821  |  |  | 5. Alžběta Tereza ze Schwarzenbergu 1778–1791                        | 5. Alžběta Tereza ze Schwarzenbergu 1778–1791                        | 5. Alžběta Tereza ze Schwarzenbergu 1778–1791                        | 5. Alžběta Tereza ze Schwarzenbergu 1778–1791                        | 5. Alžběta Tereza ze Schwarzenbergu 1778–1791                        | 5. Alžběta Tereza ze Schwarzenbergu 1778–1791                        |                           |                           | Marie Karolína ze Schwarzenbergu 1775–1816                     | Marie Karolína ze Schwarzenbergu 1775–1816                     | Marie Karolína ze Schwarzenbergu 1775–1816                     | Marie Karolína ze Schwarzenbergu 1775–1816                     | Marie Karolína ze Schwarzenbergu 1775–1816                     | Marie Karolína ze Schwarzenbergu 1775–1816                     |                                         |                                         | Josef František Maxmilián z Lobkowicz 1772–1816 | Josef František Maxmilián z Lobkowicz 1772–1816 | Josef František Maxmilián z Lobkowicz 1772–1816 | Josef František Maxmilián z Lobkowicz 1772–1816 | Josef František Maxmilián z Lobkowicz 1772–1816 | Josef František Maxmilián z Lobkowicz 1772–1816 |  |  | 13. Eleonora ze Schwarzenbergu 1783–1846                | 13. Eleonora ze Schwarzenbergu 1783–1846                | 13. Eleonora ze Schwarzenbergu 1783–1846                | 13. Eleonora ze Schwarzenbergu 1783–1846                | 13. Eleonora ze Schwarzenbergu 1783–1846                | 13. Eleonora ze Schwarzenbergu 1783–1846                |  |  |  |  |  |  |
| 11. Josef II. ze Schwarzenbergu, 6. kníže 1769–1833       | 11. Josef II. ze Schwarzenbergu, 6. kníže 1769–1833       | 11. Josef II. ze Schwarzenbergu, 6. kníže 1769–1833       | 11. Josef II. ze Schwarzenbergu, 6. kníže 1769–1833       | 11. Josef II. ze Schwarzenbergu, 6. kníže 1769–1833       | 11. Josef II. ze Schwarzenbergu, 6. kníže 1769–1833       |  |  | 9. Pavlína ze Schwarzenbergu 1774–1810               | 9. Pavlína ze Schwarzenbergu 1774–1810               | 9. Pavlína ze Schwarzenbergu 1774–1810               | 9. Pavlína ze Schwarzenbergu 1774–1810               | 9. Pavlína ze Schwarzenbergu 1774–1810               | 9. Pavlína ze Schwarzenbergu 1774–1810               |  |  | Karel I. Filip ze Schwarzenbergu, kníže a 1. hlava sekundogenitury 1771–1820 | Karel I. Filip ze Schwarzenbergu, kníže a 1. hlava sekundogenitury 1771–1820 | Karel I. Filip ze Schwarzenbergu, kníže a 1. hlava sekundogenitury 1771–1820 | Karel I. Filip ze Schwarzenbergu, kníže a 1. hlava sekundogenitury 1771–1820 | Karel I. Filip ze Schwarzenbergu, kníže a 1. hlava sekundogenitury 1771–1820 | Karel I. Filip ze Schwarzenbergu, kníže a 1. hlava sekundogenitury 1771–1820 |  |  | Marie Anna z Hohenfeldu 1767/1768–1848                | Marie Anna z Hohenfeldu 1767/1768–1848                | Marie Anna z Hohenfeldu 1767/1768–1848                | Marie Anna z Hohenfeldu 1767/1768–1848                | Marie Anna z Hohenfeldu 1767/1768–1848                | Marie Anna z Hohenfeldu 1767/1768–1848                |  |  | 3. František ze Schwarzenbergu 1773–1789      | 3. František ze Schwarzenbergu 1773–1789      | 3. František ze Schwarzenbergu 1773–1789      | 3. František ze Schwarzenbergu 1773–1789      | 3. František ze Schwarzenbergu 1773–1789      | 3. František ze Schwarzenbergu 1773–1789      |  |  | Arnošt ze Schwarzenbergu, rábský biskup 1773–1821  | Arnošt ze Schwarzenbergu, rábský biskup 1773–1821  | Arnošt ze Schwarzenbergu, rábský biskup 1773–1821  | Arnošt ze Schwarzenbergu, rábský biskup 1773–1821  | Arnošt ze Schwarzenbergu, rábský biskup 1773–1821  | Arnošt ze Schwarzenbergu, rábský biskup 1773–1821  |  |  | 5. Alžběta Tereza ze Schwarzenbergu 1778–1791                        | 5. Alžběta Tereza ze Schwarzenbergu 1778–1791                        | 5. Alžběta Tereza ze Schwarzenbergu 1778–1791                        | 5. Alžběta Tereza ze Schwarzenbergu 1778–1791                        | 5. Alžběta Tereza ze Schwarzenbergu 1778–1791                        | 5. Alžběta Tereza ze Schwarzenbergu 1778–1791                        |                           |                           | Marie Karolína ze Schwarzenbergu 1775–1816                     | Marie Karolína ze Schwarzenbergu 1775–1816                     | Marie Karolína ze Schwarzenbergu 1775–1816                     | Marie Karolína ze Schwarzenbergu 1775–1816                     | Marie Karolína ze Schwarzenbergu 1775–1816                     | Marie Karolína ze Schwarzenbergu 1775–1816                     |                                         |                                         | Josef František Maxmilián z Lobkowicz 1772–1816 | Josef František Maxmilián z Lobkowicz 1772–1816 | Josef František Maxmilián z Lobkowicz 1772–1816 | Josef František Maxmilián z Lobkowicz 1772–1816 | Josef František Maxmilián z Lobkowicz 1772–1816 | Josef František Maxmilián z Lobkowicz 1772–1816 |  |  | 13. Eleonora ze Schwarzenbergu 1783–1846                | 13. Eleonora ze Schwarzenbergu 1783–1846                | 13. Eleonora ze Schwarzenbergu 1783–1846                | 13. Eleonora ze Schwarzenbergu 1783–1846                | 13. Eleonora ze Schwarzenbergu 1783–1846                | 13. Eleonora ze Schwarzenbergu 1783–1846                |  |  |  |  |  |  |
|                                                           |                                                           |                                                           |                                                           |                                                           |                                                           |  |  |                                                      |                                                      |                                                      |                                                      |                                                      |                                                      |  |  |                                                                              |                                                                              |                                                                              |                                                                              |                                                                              |                                                                              |  |  |                                                       |                                                       |                                                       |                                                       |                                                       |                                                       |  |  |                                               |                                               |                                               |                                               |                                               |                                               |  |  |                                                    |                                                    |                                                    |                                                    |                                                    |                                                    |  |  |                                                                      |                                                                      |                                                                      |                                                                      |                                                                      |                                                                      |                           |                           |                                                                |                                                                |                                                                |                                                                |                                                                |                                                                |                                         |                                         |                                                 |                                                 |                                                 |                                                 |                                                 |                                                 |  |  |                                                         |                                                         |                                                         |                                                         |                                                         |                                                         |  |  |  |  |  |  |
|                                                           |                                                           |                                                           |                                                           |                                                           |                                                           |  |  |                                                      |                                                      |                                                      |                                                      |                                                      |                                                      |  |  |                                                                              |                                                                              |                                                                              |                                                                              |                                                                              |                                                                              |  |  |                                                       |                                                       |                                                       |                                                       |                                                       |                                                       |  |  |                                               |                                               |                                               |                                               |                                               |                                               |  |  |                                                    |                                                    |                                                    |                                                    |                                                    |                                                    |  |  |                                                                      |                                                                      |                                                                      |                                                                      |                                                                      |                                                                      |                           |                           |                                                                |                                                                |                                                                |                                                                |                                                                |                                                                |                                         |                                         |                                                 |                                                 |                                                 |                                                 |                                                 |                                                 |  |  |                                                         |                                                         |                                                         |                                                         |                                                         |                                                         |  |  |  |  |  |  |
| Marie Eleonora ze Schwarzenbergu 1796–1848                | Marie Eleonora ze Schwarzenbergu 1796–1848                | Marie Eleonora ze Schwarzenbergu 1796–1848                | Marie Eleonora ze Schwarzenbergu 1796–1848                | Marie Eleonora ze Schwarzenbergu 1796–1848                | Marie Eleonora ze Schwarzenbergu 1796–1848                |  |  | Alfréd z Windischgrätzu 1787–1862                    | Alfréd z Windischgrätzu 1787–1862                    | Alfréd z Windischgrätzu 1787–1862                    | Alfréd z Windischgrätzu 1787–1862                    | Alfréd z Windischgrätzu 1787–1862                    | Alfréd z Windischgrätzu 1787–1862                    |  |  | 17. Jan Adolf II. ze Schwarzenbergu, 7. kníže 1799–1888                      | 17. Jan Adolf II. ze Schwarzenbergu, 7. kníže 1799–1888                      | 17. Jan Adolf II. ze Schwarzenbergu, 7. kníže 1799–1888                      | 17. Jan Adolf II. ze Schwarzenbergu, 7. kníže 1799–1888                      | 17. Jan Adolf II. ze Schwarzenbergu, 7. kníže 1799–1888                      | 17. Jan Adolf II. ze Schwarzenbergu, 7. kníže 1799–1888                      |  |  | 15. Eleonora z Liechtensteinu 1812–1873               | 15. Eleonora z Liechtensteinu 1812–1873               | 15. Eleonora z Liechtensteinu 1812–1873               | 15. Eleonora z Liechtensteinu 1812–1873               | 15. Eleonora z Liechtensteinu 1812–1873               | 15. Eleonora z Liechtensteinu 1812–1873               |  |  | 10. Marie Pavlína ze Schwarzenbergu 1798–1821 | 10. Marie Pavlína ze Schwarzenbergu 1798–1821 | 10. Marie Pavlína ze Schwarzenbergu 1798–1821 | 10. Marie Pavlína ze Schwarzenbergu 1798–1821 | 10. Marie Pavlína ze Schwarzenbergu 1798–1821 | 10. Marie Pavlína ze Schwarzenbergu 1798–1821 |  |  | Jindřich Eduard z Schönburg-Hartensteinu 1787–1872 | Jindřich Eduard z Schönburg-Hartensteinu 1787–1872 | Jindřich Eduard z Schönburg-Hartensteinu 1787–1872 | Jindřich Eduard z Schönburg-Hartensteinu 1787–1872 | Jindřich Eduard z Schönburg-Hartensteinu 1787–1872 | Jindřich Eduard z Schönburg-Hartensteinu 1787–1872 |  |  | 14. Felix ze Schwarzenbergu, rakouský ministerský předseda 1800–1852 | 14. Felix ze Schwarzenbergu, rakouský ministerský předseda 1800–1852 | 14. Felix ze Schwarzenbergu, rakouský ministerský předseda 1800–1852 | 14. Felix ze Schwarzenbergu, rakouský ministerský předseda 1800–1852 | 14. Felix ze Schwarzenbergu, rakouský ministerský předseda 1800–1852 | 14. Felix ze Schwarzenbergu, rakouský ministerský předseda 1800–1852 |                           |                           | 8. princ ze Schwarzenbergu */† 1802                            | 8. princ ze Schwarzenbergu */† 1802                            | 8. princ ze Schwarzenbergu */† 1802                            | 8. princ ze Schwarzenbergu */† 1802                            | 8. princ ze Schwarzenbergu */† 1802                            | 8. princ ze Schwarzenbergu */† 1802                            |                                         |                                         | 16. Marie Matylda ze Schwarzenbergu 1804–1886   | 16. Marie Matylda ze Schwarzenbergu 1804–1886   | 16. Marie Matylda ze Schwarzenbergu 1804–1886   | 16. Marie Matylda ze Schwarzenbergu 1804–1886   | 16. Marie Matylda ze Schwarzenbergu 1804–1886   | 16. Marie Matylda ze Schwarzenbergu 1804–1886   |  |  | Bedřich ze Schwarzenbergu, arcibiskup pražský 1809–1885 | Bedřich ze Schwarzenbergu, arcibiskup pražský 1809–1885 | Bedřich ze Schwarzenbergu, arcibiskup pražský 1809–1885 | Bedřich ze Schwarzenbergu, arcibiskup pražský 1809–1885 | Bedřich ze Schwarzenbergu, arcibiskup pražský 1809–1885 | Bedřich ze Schwarzenbergu, arcibiskup pražský 1809–1885 |  |  |  |  |  |  |
| Marie Eleonora ze Schwarzenbergu 1796–1848                | Marie Eleonora ze Schwarzenbergu 1796–1848                | Marie Eleonora ze Schwarzenbergu 1796–1848                | Marie Eleonora ze Schwarzenbergu 1796–1848                | Marie Eleonora ze Schwarzenbergu 1796–1848                | Marie Eleonora ze Schwarzenbergu 1796–1848                |  |  | Alfréd z Windischgrätzu 1787–1862                    | Alfréd z Windischgrätzu 1787–1862                    | Alfréd z Windischgrätzu 1787–1862                    | Alfréd z Windischgrätzu 1787–1862                    | Alfréd z Windischgrätzu 1787–1862                    | Alfréd z Windischgrätzu 1787–1862                    |  |  | 17. Jan Adolf II. ze Schwarzenbergu, 7. kníže 1799–1888                      | 17. Jan Adolf II. ze Schwarzenbergu, 7. kníže 1799–1888                      | 17. Jan Adolf II. ze Schwarzenbergu, 7. kníže 1799–1888                      | 17. Jan Adolf II. ze Schwarzenbergu, 7. kníže 1799–1888                      | 17. Jan Adolf II. ze Schwarzenbergu, 7. kníže 1799–1888                      | 17. Jan Adolf II. ze Schwarzenbergu, 7. kníže 1799–1888                      |  |  | 15. Eleonora z Liechtensteinu 1812–1873               | 15. Eleonora z Liechtensteinu 1812–1873               | 15. Eleonora z Liechtensteinu 1812–1873               | 15. Eleonora z Liechtensteinu 1812–1873               | 15. Eleonora z Liechtensteinu 1812–1873               | 15. Eleonora z Liechtensteinu 1812–1873               |  |  | 10. Marie Pavlína ze Schwarzenbergu 1798–1821 | 10. Marie Pavlína ze Schwarzenbergu 1798–1821 | 10. Marie Pavlína ze Schwarzenbergu 1798–1821 | 10. Marie Pavlína ze Schwarzenbergu 1798–1821 | 10. Marie Pavlína ze Schwarzenbergu 1798–1821 | 10. Marie Pavlína ze Schwarzenbergu 1798–1821 |  |  | Jindřich Eduard z Schönburg-Hartensteinu 1787–1872 | Jindřich Eduard z Schönburg-Hartensteinu 1787–1872 | Jindřich Eduard z Schönburg-Hartensteinu 1787–1872 | Jindřich Eduard z Schönburg-Hartensteinu 1787–1872 | Jindřich Eduard z Schönburg-Hartensteinu 1787–1872 | Jindřich Eduard z Schönburg-Hartensteinu 1787–1872 |  |  | 14. Felix ze Schwarzenbergu, rakouský ministerský předseda 1800–1852 | 14. Felix ze Schwarzenbergu, rakouský ministerský předseda 1800–1852 | 14. Felix ze Schwarzenbergu, rakouský ministerský předseda 1800–1852 | 14. Felix ze Schwarzenbergu, rakouský ministerský předseda 1800–1852 | 14. Felix ze Schwarzenbergu, rakouský ministerský předseda 1800–1852 | 14. Felix ze Schwarzenbergu, rakouský ministerský předseda 1800–1852 |                           |                           | 8. princ ze Schwarzenbergu */† 1802                            | 8. princ ze Schwarzenbergu */† 1802                            | 8. princ ze Schwarzenbergu */† 1802                            | 8. princ ze Schwarzenbergu */† 1802                            | 8. princ ze Schwarzenbergu */† 1802                            | 8. princ ze Schwarzenbergu */† 1802                            |                                         |                                         | 16. Marie Matylda ze Schwarzenbergu 1804–1886   | 16. Marie Matylda ze Schwarzenbergu 1804–1886   | 16. Marie Matylda ze Schwarzenbergu 1804–1886   | 16. Marie Matylda ze Schwarzenbergu 1804–1886   | 16. Marie Matylda ze Schwarzenbergu 1804–1886   | 16. Marie Matylda ze Schwarzenbergu 1804–1886   |  |  | Bedřich ze Schwarzenbergu, arcibiskup pražský 1809–1885 | Bedřich ze Schwarzenbergu, arcibiskup pražský 1809–1885 | Bedřich ze Schwarzenbergu, arcibiskup pražský 1809–1885 | Bedřich ze Schwarzenbergu, arcibiskup pražský 1809–1885 | Bedřich ze Schwarzenbergu, arcibiskup pražský 1809–1885 | Bedřich ze Schwarzenbergu, arcibiskup pražský 1809–1885 |  |  |  |  |  |  |
|                                                           |                                                           |                                                           |                                                           |                                                           |                                                           |  |  |                                                      |                                                      |                                                      |                                                      |                                                      |                                                      |  |  |                                                                              |                                                                              |                                                                              |                                                                              |                                                                              |                                                                              |  |  |                                                       |                                                       |                                                       |                                                       |                                                       |                                                       |  |  |                                               |                                               |                                               |                                               |                                               |                                               |  |  |                                                    |                                                    |                                                    |                                                    |                                                    |                                                    |  |  |                                                                      |                                                                      |                                                                      |                                                                      |                                                                      |                                                                      |                           |                           |                                                                |                                                                |                                                                |                                                                |                                                                |                                                                |                                         |                                         |                                                 |                                                 |                                                 |                                                 |                                                 |                                                 |  |  |                                                         |                                                         |                                                         |                                                         |                                                         |                                                         |  |  |  |  |  |  |
|                                                           |                                                           |                                                           |                                                           |                                                           |                                                           |  |  |                                                      |                                                      |                                                      |                                                      |                                                      |                                                      |  |  |                                                                              |                                                                              |                                                                              |                                                                              |                                                                              |                                                                              |  |  |                                                       |                                                       |                                                       |                                                       |                                                       |                                                       |  |  |                                               |                                               |                                               |                                               |                                               |                                               |  |  |                                                    |                                                    |                                                    |                                                    |                                                    |                                                    |  |  |                                                                      |                                                                      |                                                                      |                                                                      |                                                                      |                                                                      |                           |                           |                                                                |                                                                |                                                                |                                                                |                                                                |                                                                |                                         |                                         |                                                 |                                                 |                                                 |                                                 |                                                 |                                                 |  |  |                                                         |                                                         |                                                         |                                                         |                                                         |                                                         |  |  |  |  |  |  |
| 19. Adolf Josef ze Schwarzenbergu, 8. kníže 1832–1914     | 19. Adolf Josef ze Schwarzenbergu, 8. kníže 1832–1914     | 19. Adolf Josef ze Schwarzenbergu, 8. kníže 1832–1914     | 19. Adolf Josef ze Schwarzenbergu, 8. kníže 1832–1914     | 19. Adolf Josef ze Schwarzenbergu, 8. kníže 1832–1914     | 19. Adolf Josef ze Schwarzenbergu, 8. kníže 1832–1914     |  |  | 22. Ida z Liechtensteinu 1839–1921                   | 22. Ida z Liechtensteinu 1839–1921                   | 22. Ida z Liechtensteinu 1839–1921                   | 22. Ida z Liechtensteinu 1839–1921                   | 22. Ida z Liechtensteinu 1839–1921                   | 22. Ida z Liechtensteinu 1839–1921                   |  |  |                                                                              |                                                                              |                                                                              |                                                                              |                                                                              |                                                                              |  |  | 12. Walter Prosper ze Schwarzenbergu 1839–1841        | 12. Walter Prosper ze Schwarzenbergu 1839–1841        | 12. Walter Prosper ze Schwarzenbergu 1839–1841        | 12. Walter Prosper ze Schwarzenbergu 1839–1841        | 12. Walter Prosper ze Schwarzenbergu 1839–1841        | 12. Walter Prosper ze Schwarzenbergu 1839–1841        |  |  |                                               |                                               |                                               |                                               |                                               |                                               |  |  | II. Marie Leopoldina ze Schwarzenbergu 1833–1909   | II. Marie Leopoldina ze Schwarzenbergu 1833–1909   | II. Marie Leopoldina ze Schwarzenbergu 1833–1909   | II. Marie Leopoldina ze Schwarzenbergu 1833–1909   | II. Marie Leopoldina ze Schwarzenbergu 1833–1909   | II. Marie Leopoldina ze Schwarzenbergu 1833–1909   |  |  | Arnošt František z Waldstein-Wartenbergu 1821–1904                   | Arnošt František z Waldstein-Wartenbergu 1821–1904                   | Arnošt František z Waldstein-Wartenbergu 1821–1904                   | Arnošt František z Waldstein-Wartenbergu 1821–1904                   | Arnošt František z Waldstein-Wartenbergu 1821–1904                   | Arnošt František z Waldstein-Wartenbergu 1821–1904                   |                           |                           | I. Anna Marie ze Schwarzenbergu (ze sekundogenitury) 1830–1849 | I. Anna Marie ze Schwarzenbergu (ze sekundogenitury) 1830–1849 | I. Anna Marie ze Schwarzenbergu (ze sekundogenitury) 1830–1849 | I. Anna Marie ze Schwarzenbergu (ze sekundogenitury) 1830–1849 | I. Anna Marie ze Schwarzenbergu (ze sekundogenitury) 1830–1849 | I. Anna Marie ze Schwarzenbergu (ze sekundogenitury) 1830–1849 |                                         |                                         |                                                 |                                                 |                                                 |                                                 |                                                 |                                                 |  |  |                                                         |                                                         |                                                         |                                                         |                                                         |                                                         |  |  |  |  |  |  |
| 19. Adolf Josef ze Schwarzenbergu, 8. kníže 1832–1914     | 19. Adolf Josef ze Schwarzenbergu, 8. kníže 1832–1914     | 19. Adolf Josef ze Schwarzenbergu, 8. kníže 1832–1914     | 19. Adolf Josef ze Schwarzenbergu, 8. kníže 1832–1914     | 19. Adolf Josef ze Schwarzenbergu, 8. kníže 1832–1914     | 19. Adolf Josef ze Schwarzenbergu, 8. kníže 1832–1914     |  |  | 22. Ida z Liechtensteinu 1839–1921                   | 22. Ida z Liechtensteinu 1839–1921                   | 22. Ida z Liechtensteinu 1839–1921                   | 22. Ida z Liechtensteinu 1839–1921                   | 22. Ida z Liechtensteinu 1839–1921                   | 22. Ida z Liechtensteinu 1839–1921                   |  |  |                                                                              |                                                                              |                                                                              |                                                                              |                                                                              |                                                                              |  |  | 12. Walter Prosper ze Schwarzenbergu 1839–1841        | 12. Walter Prosper ze Schwarzenbergu 1839–1841        | 12. Walter Prosper ze Schwarzenbergu 1839–1841        | 12. Walter Prosper ze Schwarzenbergu 1839–1841        | 12. Walter Prosper ze Schwarzenbergu 1839–1841        | 12. Walter Prosper ze Schwarzenbergu 1839–1841        |  |  |                                               |                                               |                                               |                                               |                                               |                                               |  |  | II. Marie Leopoldina ze Schwarzenbergu 1833–1909   | II. Marie Leopoldina ze Schwarzenbergu 1833–1909   | II. Marie Leopoldina ze Schwarzenbergu 1833–1909   | II. Marie Leopoldina ze Schwarzenbergu 1833–1909   | II. Marie Leopoldina ze Schwarzenbergu 1833–1909   | II. Marie Leopoldina ze Schwarzenbergu 1833–1909   |  |  | Arnošt František z Waldstein-Wartenbergu 1821–1904                   | Arnošt František z Waldstein-Wartenbergu 1821–1904                   | Arnošt František z Waldstein-Wartenbergu 1821–1904                   | Arnošt František z Waldstein-Wartenbergu 1821–1904                   | Arnošt František z Waldstein-Wartenbergu 1821–1904                   | Arnošt František z Waldstein-Wartenbergu 1821–1904                   |                           |                           | I. Anna Marie ze Schwarzenbergu (ze sekundogenitury) 1830–1849 | I. Anna Marie ze Schwarzenbergu (ze sekundogenitury) 1830–1849 | I. Anna Marie ze Schwarzenbergu (ze sekundogenitury) 1830–1849 | I. Anna Marie ze Schwarzenbergu (ze sekundogenitury) 1830–1849 | I. Anna Marie ze Schwarzenbergu (ze sekundogenitury) 1830–1849 | I. Anna Marie ze Schwarzenbergu (ze sekundogenitury) 1830–1849 |                                         |                                         |                                                 |                                                 |                                                 |                                                 |                                                 |                                                 |  |  |                                                         |                                                         |                                                         |                                                         |                                                         |                                                         |  |  |  |  |  |  |
|                                                           |                                                           |                                                           |                                                           |                                                           |                                                           |  |  |                                                      |                                                      |                                                      |                                                      |                                                      |                                                      |  |  |                                                                              |                                                                              |                                                                              |                                                                              |                                                                              |                                                                              |  |  |                                                       |                                                       |                                                       |                                                       |                                                       |                                                       |  |  |                                               |                                               |                                               |                                               |                                               |                                               |  |  |                                                    |                                                    |                                                    |                                                    |                                                    |                                                    |  |  |                                                                      |                                                                      |                                                                      |                                                                      |                                                                      |                                                                      |                           |                           |                                                                |                                                                |                                                                |                                                                |                                                                |                                                                |                                         |                                         |                                                 |                                                 |                                                 |                                                 |                                                 |                                                 |  |  |                                                         |                                                         |                                                         |                                                         |                                                         |                                                         |  |  |  |  |  |  |
|                                                           |                                                           |                                                           |                                                           |                                                           |                                                           |  |  |                                                      |                                                      |                                                      |                                                      |                                                      |                                                      |  |  |                                                                              |                                                                              |                                                                              |                                                                              |                                                                              |                                                                              |  |  |                                                       |                                                       |                                                       |                                                       |                                                       |                                                       |  |  |                                               |                                               |                                               |                                               |                                               |                                               |  |  |                                                    |                                                    |                                                    |                                                    |                                                    |                                                    |  |  |                                                                      |                                                                      |                                                                      |                                                                      |                                                                      |                                                                      |                           |                           |                                                                |                                                                |                                                                |                                                                |                                                                |                                                                |                                         |                                         |                                                 |                                                 |                                                 |                                                 |                                                 |                                                 |  |  |                                                         |                                                         |                                                         |                                                         |                                                         |                                                         |  |  |  |  |  |  |
| 26. Jan II. Nepomuk ze Schwarzenbergu, 9. kníže 1860–1938 | 26. Jan II. Nepomuk ze Schwarzenbergu, 9. kníže 1860–1938 | 26. Jan II. Nepomuk ze Schwarzenbergu, 9. kníže 1860–1938 | 26. Jan II. Nepomuk ze Schwarzenbergu, 9. kníže 1860–1938 | 26. Jan II. Nepomuk ze Schwarzenbergu, 9. kníže 1860–1938 | 26. Jan II. Nepomuk ze Schwarzenbergu, 9. kníže 1860–1938 |  |  | Therese Trauttmansdorff-Weinsbergu 1870–1945         | Therese Trauttmansdorff-Weinsbergu 1870–1945         | Therese Trauttmansdorff-Weinsbergu 1870–1945         | Therese Trauttmansdorff-Weinsbergu 1870–1945         | Therese Trauttmansdorff-Weinsbergu 1870–1945         | Therese Trauttmansdorff-Weinsbergu 1870–1945         |  |  | 25. Alois ze Schwarzenbergu 1863–1937                                        | 25. Alois ze Schwarzenbergu 1863–1937                                        | 25. Alois ze Schwarzenbergu 1863–1937                                        | 25. Alois ze Schwarzenbergu 1863–1937                                        | 25. Alois ze Schwarzenbergu 1863–1937                                        | 25. Alois ze Schwarzenbergu 1863–1937                                        |  |  | Marie Aloisie (Benedikta) ze Schwarzenbergu 1865–1943 | Marie Aloisie (Benedikta) ze Schwarzenbergu 1865–1943 | Marie Aloisie (Benedikta) ze Schwarzenbergu 1865–1943 | Marie Aloisie (Benedikta) ze Schwarzenbergu 1865–1943 | Marie Aloisie (Benedikta) ze Schwarzenbergu 1865–1943 | Marie Aloisie (Benedikta) ze Schwarzenbergu 1865–1943 |  |  | Georg (Jiří) ze Schwarzenbergu 1870–1952      | Georg (Jiří) ze Schwarzenbergu 1870–1952      | Georg (Jiří) ze Schwarzenbergu 1870–1952      | Georg (Jiří) ze Schwarzenbergu 1870–1952      | Georg (Jiří) ze Schwarzenbergu 1870–1952      | Georg (Jiří) ze Schwarzenbergu 1870–1952      |  |  | 18. Karel ze Schwarzenbergu 1871–1902              | 18. Karel ze Schwarzenbergu 1871–1902              | 18. Karel ze Schwarzenbergu 1871–1902              | 18. Karel ze Schwarzenbergu 1871–1902              | 18. Karel ze Schwarzenbergu 1871–1902              | 18. Karel ze Schwarzenbergu 1871–1902              |  |  | Felix ze Schwarzenbergu 1867–1946                                    | Felix ze Schwarzenbergu 1867–1946                                    | Felix ze Schwarzenbergu 1867–1946                                    | Felix ze Schwarzenbergu 1867–1946                                    | Felix ze Schwarzenbergu 1867–1946                                    | Felix ze Schwarzenbergu 1867–1946                                    |                           |                           | 24. Marie Anna z Löwenstein-Wertheim-Rosenbergu 1873–1936      | 24. Marie Anna z Löwenstein-Wertheim-Rosenbergu 1873–1936      | 24. Marie Anna z Löwenstein-Wertheim-Rosenbergu 1873–1936      | 24. Marie Anna z Löwenstein-Wertheim-Rosenbergu 1873–1936      | 24. Marie Anna z Löwenstein-Wertheim-Rosenbergu 1873–1936      | 24. Marie Anna z Löwenstein-Wertheim-Rosenbergu 1873–1936      |                                         |                                         | Theresia ze Schwarzenbergu 1873–1946            | Theresia ze Schwarzenbergu 1873–1946            | Theresia ze Schwarzenbergu 1873–1946            | Theresia ze Schwarzenbergu 1873–1946            | Theresia ze Schwarzenbergu 1873–1946            | Theresia ze Schwarzenbergu 1873–1946            |  |  |                                                         |                                                         |                                                         |                                                         |                                                         |                                                         |  |  |  |  |  |  |
| 26. Jan II. Nepomuk ze Schwarzenbergu, 9. kníže 1860–1938 | 26. Jan II. Nepomuk ze Schwarzenbergu, 9. kníže 1860–1938 | 26. Jan II. Nepomuk ze Schwarzenbergu, 9. kníže 1860–1938 | 26. Jan II. Nepomuk ze Schwarzenbergu, 9. kníže 1860–1938 | 26. Jan II. Nepomuk ze Schwarzenbergu, 9. kníže 1860–1938 | 26. Jan II. Nepomuk ze Schwarzenbergu, 9. kníže 1860–1938 |  |  | Therese Trauttmansdorff-Weinsbergu 1870–1945         | Therese Trauttmansdorff-Weinsbergu 1870–1945         | Therese Trauttmansdorff-Weinsbergu 1870–1945         | Therese Trauttmansdorff-Weinsbergu 1870–1945         | Therese Trauttmansdorff-Weinsbergu 1870–1945         | Therese Trauttmansdorff-Weinsbergu 1870–1945         |  |  | 25. Alois ze Schwarzenbergu 1863–1937                                        | 25. Alois ze Schwarzenbergu 1863–1937                                        | 25. Alois ze Schwarzenbergu 1863–1937                                        | 25. Alois ze Schwarzenbergu 1863–1937                                        | 25. Alois ze Schwarzenbergu 1863–1937                                        | 25. Alois ze Schwarzenbergu 1863–1937                                        |  |  | Marie Aloisie (Benedikta) ze Schwarzenbergu 1865–1943 | Marie Aloisie (Benedikta) ze Schwarzenbergu 1865–1943 | Marie Aloisie (Benedikta) ze Schwarzenbergu 1865–1943 | Marie Aloisie (Benedikta) ze Schwarzenbergu 1865–1943 | Marie Aloisie (Benedikta) ze Schwarzenbergu 1865–1943 | Marie Aloisie (Benedikta) ze Schwarzenbergu 1865–1943 |  |  | Georg (Jiří) ze Schwarzenbergu 1870–1952      | Georg (Jiří) ze Schwarzenbergu 1870–1952      | Georg (Jiří) ze Schwarzenbergu 1870–1952      | Georg (Jiří) ze Schwarzenbergu 1870–1952      | Georg (Jiří) ze Schwarzenbergu 1870–1952      | Georg (Jiří) ze Schwarzenbergu 1870–1952      |  |  | 18. Karel ze Schwarzenbergu 1871–1902              | 18. Karel ze Schwarzenbergu 1871–1902              | 18. Karel ze Schwarzenbergu 1871–1902              | 18. Karel ze Schwarzenbergu 1871–1902              | 18. Karel ze Schwarzenbergu 1871–1902              | 18. Karel ze Schwarzenbergu 1871–1902              |  |  | Felix ze Schwarzenbergu 1867–1946                                    | Felix ze Schwarzenbergu 1867–1946                                    | Felix ze Schwarzenbergu 1867–1946                                    | Felix ze Schwarzenbergu 1867–1946                                    | Felix ze Schwarzenbergu 1867–1946                                    | Felix ze Schwarzenbergu 1867–1946                                    |                           |                           | 24. Marie Anna z Löwenstein-Wertheim-Rosenbergu 1873–1936      | 24. Marie Anna z Löwenstein-Wertheim-Rosenbergu 1873–1936      | 24. Marie Anna z Löwenstein-Wertheim-Rosenbergu 1873–1936      | 24. Marie Anna z Löwenstein-Wertheim-Rosenbergu 1873–1936      | 24. Marie Anna z Löwenstein-Wertheim-Rosenbergu 1873–1936      | 24. Marie Anna z Löwenstein-Wertheim-Rosenbergu 1873–1936      |                                         |                                         | Theresia ze Schwarzenbergu 1873–1946            | Theresia ze Schwarzenbergu 1873–1946            | Theresia ze Schwarzenbergu 1873–1946            | Theresia ze Schwarzenbergu 1873–1946            | Theresia ze Schwarzenbergu 1873–1946            | Theresia ze Schwarzenbergu 1873–1946            |  |  |                                                         |                                                         |                                                         |                                                         |                                                         |                                                         |  |  |  |  |  |  |
|                                                           |                                                           |                                                           |                                                           |                                                           |                                                           |  |  |                                                      |                                                      |                                                      |                                                      |                                                      |                                                      |  |  |                                                                              |                                                                              |                                                                              |                                                                              |                                                                              |                                                                              |  |  |                                                       |                                                       |                                                       |                                                       |                                                       |                                                       |  |  |                                               |                                               |                                               |                                               |                                               |                                               |  |  |                                                    |                                                    |                                                    |                                                    |                                                    |                                                    |  |  |                                                                      |                                                                      |                                                                      |                                                                      |                                                                      |                                                                      |                           |                           |                                                                |                                                                |                                                                |                                                                |                                                                |                                                                |                                         |                                         |                                                 |                                                 |                                                 |                                                 |                                                 |                                                 |  |  |                                                         |                                                         |                                                         |                                                         |                                                         |                                                         |  |  |  |  |  |  |
|                                                           |                                                           |                                                           |                                                           |                                                           |                                                           |  |  |                                                      |                                                      |                                                      |                                                      |                                                      |                                                      |  |  |                                                                              |                                                                              |                                                                              |                                                                              |                                                                              |                                                                              |  |  |                                                       |                                                       |                                                       |                                                       |                                                       |                                                       |  |  |                                               |                                               |                                               |                                               |                                               |                                               |  |  |                                                    |                                                    |                                                    |                                                    |                                                    |                                                    |  |  |                                                                      |                                                                      |                                                                      |                                                                      |                                                                      |                                                                      |                           |                           |                                                                |                                                                |                                                                |                                                                |                                                                |                                                                |                                         |                                         |                                                 |                                                 |                                                 |                                                 |                                                 |                                                 |  |  |                                                         |                                                         |                                                         |                                                         |                                                         |                                                         |  |  |  |  |  |  |
| Adolf Schwarzenberg, 10. kníže 1890–1950                  | Adolf Schwarzenberg, 10. kníže 1890–1950                  | Adolf Schwarzenberg, 10. kníže 1890–1950                  | Adolf Schwarzenberg, 10. kníže 1890–1950                  | Adolf Schwarzenberg, 10. kníže 1890–1950                  | Adolf Schwarzenberg, 10. kníže 1890–1950                  |  |  | Hilda Lucemburská 1897–1979                          | Hilda Lucemburská 1897–1979                          | Hilda Lucemburská 1897–1979                          | Hilda Lucemburská 1897–1979                          | Hilda Lucemburská 1897–1979                          | Hilda Lucemburská 1897–1979                          |  |  | 21. Karel Felix ze Schwarzenbergu 1892–1919                                  | 21. Karel Felix ze Schwarzenbergu 1892–1919                                  | 21. Karel Felix ze Schwarzenbergu 1892–1919                                  | 21. Karel Felix ze Schwarzenbergu 1892–1919                                  | 21. Karel Felix ze Schwarzenbergu 1892–1919                                  | 21. Karel Felix ze Schwarzenbergu 1892–1919                                  |  |  | x932. Edmund Černov 1897–1932                         | x932. Edmund Černov 1897–1932                         | x932. Edmund Černov 1897–1932                         | x932. Edmund Černov 1897–1932                         | x932. Edmund Černov 1897–1932                         | x932. Edmund Černov 1897–1932                         |  |  | Josef III. Schwarzenberg 11. kníže 1900–1979  | Josef III. Schwarzenberg 11. kníže 1900–1979  | Josef III. Schwarzenberg 11. kníže 1900–1979  | Josef III. Schwarzenberg 11. kníže 1900–1979  | Josef III. Schwarzenberg 11. kníže 1900–1979  | Josef III. Schwarzenberg 11. kníže 1900–1979  |  |  | 20. Sophie Ida ze Schwarzenbergu 1901–1915         | 20. Sophie Ida ze Schwarzenbergu 1901–1915         | 20. Sophie Ida ze Schwarzenbergu 1901–1915         | 20. Sophie Ida ze Schwarzenbergu 1901–1915         | 20. Sophie Ida ze Schwarzenbergu 1901–1915         | 20. Sophie Ida ze Schwarzenbergu 1901–1915         |  |  | 23. Marie Therese ze Schwarzenbergu 1901–1935                        | 23. Marie Therese ze Schwarzenbergu 1901–1935                        | 23. Marie Therese ze Schwarzenbergu 1901–1935                        | 23. Marie Therese ze Schwarzenbergu 1901–1935                        | 23. Marie Therese ze Schwarzenbergu 1901–1935                        | 23. Marie Therese ze Schwarzenbergu 1901–1935                        |                           |                           | Jindřich (Heinrich) Schwarzenberg 1903–1965                    | Jindřich (Heinrich) Schwarzenberg 1903–1965                    | Jindřich (Heinrich) Schwarzenberg 1903–1965                    | Jindřich (Heinrich) Schwarzenberg 1903–1965                    | Jindřich (Heinrich) Schwarzenberg 1903–1965                    | Jindřich (Heinrich) Schwarzenberg 1903–1965                    |                                         |                                         | Eleonore zu Stolberg-Stolberg 1920–1994         | Eleonore zu Stolberg-Stolberg 1920–1994         | Eleonore zu Stolberg-Stolberg 1920–1994         | Eleonore zu Stolberg-Stolberg 1920–1994         | Eleonore zu Stolberg-Stolberg 1920–1994         | Eleonore zu Stolberg-Stolberg 1920–1994         |  |  | Eleonora Schwarzenbergová 1904–1984                     | Eleonora Schwarzenbergová 1904–1984                     | Eleonora Schwarzenbergová 1904–1984                     | Eleonora Schwarzenbergová 1904–1984                     | Eleonora Schwarzenbergová 1904–1984                     | Eleonora Schwarzenbergová 1904–1984                     |  |  |  |  |  |  |
| Adolf Schwarzenberg, 10. kníže 1890–1950                  | Adolf Schwarzenberg, 10. kníže 1890–1950                  | Adolf Schwarzenberg, 10. kníže 1890–1950                  | Adolf Schwarzenberg, 10. kníže 1890–1950                  | Adolf Schwarzenberg, 10. kníže 1890–1950                  | Adolf Schwarzenberg, 10. kníže 1890–1950                  |  |  | Hilda Lucemburská 1897–1979                          | Hilda Lucemburská 1897–1979                          | Hilda Lucemburská 1897–1979                          | Hilda Lucemburská 1897–1979                          | Hilda Lucemburská 1897–1979                          | Hilda Lucemburská 1897–1979                          |  |  | 21. Karel Felix ze Schwarzenbergu 1892–1919                                  | 21. Karel Felix ze Schwarzenbergu 1892–1919                                  | 21. Karel Felix ze Schwarzenbergu 1892–1919                                  | 21. Karel Felix ze Schwarzenbergu 1892–1919                                  | 21. Karel Felix ze Schwarzenbergu 1892–1919                                  | 21. Karel Felix ze Schwarzenbergu 1892–1919                                  |  |  | x932. Edmund Černov 1897–1932                         | x932. Edmund Černov 1897–1932                         | x932. Edmund Černov 1897–1932                         | x932. Edmund Černov 1897–1932                         | x932. Edmund Černov 1897–1932                         | x932. Edmund Černov 1897–1932                         |  |  | Josef III. Schwarzenberg 11. kníže 1900–1979  | Josef III. Schwarzenberg 11. kníže 1900–1979  | Josef III. Schwarzenberg 11. kníže 1900–1979  | Josef III. Schwarzenberg 11. kníže 1900–1979  | Josef III. Schwarzenberg 11. kníže 1900–1979  | Josef III. Schwarzenberg 11. kníže 1900–1979  |  |  | 20. Sophie Ida ze Schwarzenbergu 1901–1915         | 20. Sophie Ida ze Schwarzenbergu 1901–1915         | 20. Sophie Ida ze Schwarzenbergu 1901–1915         | 20. Sophie Ida ze Schwarzenbergu 1901–1915         | 20. Sophie Ida ze Schwarzenbergu 1901–1915         | 20. Sophie Ida ze Schwarzenbergu 1901–1915         |  |  | 23. Marie Therese ze Schwarzenbergu 1901–1935                        | 23. Marie Therese ze Schwarzenbergu 1901–1935                        | 23. Marie Therese ze Schwarzenbergu 1901–1935                        | 23. Marie Therese ze Schwarzenbergu 1901–1935                        | 23. Marie Therese ze Schwarzenbergu 1901–1935                        | 23. Marie Therese ze Schwarzenbergu 1901–1935                        |                           |                           | Jindřich (Heinrich) Schwarzenberg 1903–1965                    | Jindřich (Heinrich) Schwarzenberg 1903–1965                    | Jindřich (Heinrich) Schwarzenberg 1903–1965                    | Jindřich (Heinrich) Schwarzenberg 1903–1965                    | Jindřich (Heinrich) Schwarzenberg 1903–1965                    | Jindřich (Heinrich) Schwarzenberg 1903–1965                    |                                         |                                         | Eleonore zu Stolberg-Stolberg 1920–1994         | Eleonore zu Stolberg-Stolberg 1920–1994         | Eleonore zu Stolberg-Stolberg 1920–1994         | Eleonore zu Stolberg-Stolberg 1920–1994         | Eleonore zu Stolberg-Stolberg 1920–1994         | Eleonore zu Stolberg-Stolberg 1920–1994         |  |  | Eleonora Schwarzenbergová 1904–1984                     | Eleonora Schwarzenbergová 1904–1984                     | Eleonora Schwarzenbergová 1904–1984                     | Eleonora Schwarzenbergová 1904–1984                     | Eleonora Schwarzenbergová 1904–1984                     | Eleonora Schwarzenbergová 1904–1984                     |  |  |  |  |  |  |
|                                                           |                                                           |                                                           |                                                           |                                                           |                                                           |  |  |                                                      |                                                      |                                                      |                                                      |                                                      |                                                      |  |  |                                                                              |                                                                              |                                                                              |                                                                              |                                                                              |                                                                              |  |  |                                                       |                                                       |                                                       |                                                       |                                                       |                                                       |  |  |                                               |                                               |                                               |                                               |                                               |                                               |  |  |                                                    |                                                    |                                                    |                                                    |                                                    |                                                    |  |  |                                                                      |                                                                      |                                                                      |                                                                      |                                                                      |                                                                      |                           |                           |                                                                |                                                                |                                                                |                                                                |                                                                |                                                                |                                         |                                         |                                                 |                                                 |                                                 |                                                 |                                                 |                                                 |  |  |                                                         |                                                         |                                                         |                                                         |                                                         |                                                         |  |  |  |  |  |  |
|                                                           |                                                           |                                                           |                                                           |                                                           |                                                           |  |  |                                                      |                                                      |                                                      |                                                      |                                                      |                                                      |  |  |                                                                              |                                                                              |                                                                              |                                                                              |                                                                              |                                                                              |  |  |                                                       |                                                       |                                                       |                                                       |                                                       |                                                       |  |  |                                               |                                               |                                               |                                               |                                               |                                               |  |  |                                                    |                                                    |                                                    |                                                    |                                                    |                                                    |  |  |                                                                      |                                                                      |                                                                      |                                                                      |                                                                      |                                                                      |                           |                           |                                                                |                                                                |                                                                |                                                                |                                                                |                                                                |                                         |                                         |                                                 |                                                 |                                                 |                                                 |                                                 |                                                 |  |  |                                                         |                                                         |                                                         |                                                         |                                                         |                                                         |  |  |  |  |  |  |
|                                                           |                                                           |                                                           |                                                           |                                                           |                                                           |  |  |                                                      |                                                      |                                                      |                                                      |                                                      |                                                      |  |  |                                                                              |                                                                              |                                                                              |                                                                              |                                                                              |                                                                              |  |  |                                                       |                                                       |                                                       |                                                       |                                                       |                                                       |  |  |                                               |                                               |                                               |                                               |                                               |                                               |  |  |                                                    |                                                    |                                                    |                                                    |                                                    |                                                    |  |  |                                                                      |                                                                      |                                                                      |                                                                      | Rüdiger von Pezold * 1941                                            | Rüdiger von Pezold * 1941                                            | Rüdiger von Pezold * 1941 | Rüdiger von Pezold * 1941 | Rüdiger von Pezold * 1941                                      | Rüdiger von Pezold * 1941                                      |                                                                |                                                                | Elisabeth, roz. Schwarzenbergová * 1947                        | Elisabeth, roz. Schwarzenbergová * 1947                        | Elisabeth, roz. Schwarzenbergová * 1947 | Elisabeth, roz. Schwarzenbergová * 1947 | Elisabeth, roz. Schwarzenbergová * 1947         | Elisabeth, roz. Schwarzenbergová * 1947         |                                                 |                                                 |                                                 |                                                 |  |  |                                                         |                                                         |                                                         |                                                         |                                                         |                                                         |  |  |  |  |  |  |
|                                                           |                                                           |                                                           |                                                           |                                                           |                                                           |  |  |                                                      |                                                      |                                                      |                                                      |                                                      |                                                      |  |  |                                                                              |                                                                              |                                                                              |                                                                              |                                                                              |                                                                              |  |  |                                                       |                                                       |                                                       |                                                       |                                                       |                                                       |  |  |                                               |                                               |                                               |                                               |                                               |                                               |  |  |                                                    |                                                    |                                                    |                                                    |                                                    |                                                    |  |  |                                                                      |                                                                      |                                                                      |                                                                      | Rüdiger von Pezold * 1941                                            | Rüdiger von Pezold * 1941                                            | Rüdiger von Pezold * 1941 | Rüdiger von Pezold * 1941 | Rüdiger von Pezold * 1941                                      | Rüdiger von Pezold * 1941                                      |                                                                |                                                                | Elisabeth, roz. Schwarzenbergová * 1947                        | Elisabeth, roz. Schwarzenbergová * 1947                        | Elisabeth, roz. Schwarzenbergová * 1947 | Elisabeth, roz. Schwarzenbergová * 1947 | Elisabeth, roz. Schwarzenbergová * 1947         | Elisabeth, roz. Schwarzenbergová * 1947         |                                                 |                                                 |                                                 |                                                 |  |  |                                                         |                                                         |                                                         |                                                         |                                                         |                                                         |  |  |  |  |  |  |

### Seznam pochovaných podle uložení
Pochovaní v kryptě od vchodu vlevo kolem dokola, římské číslice označují stěnu krypty, která má půdorys oktogonu:
- I.

Vchod
- II
  - Felix (2. 10. 1800 – 5. 4. 1852), druhorozený syn knížete Josefa II., bratr následující, rakouský ministerský předseda 1848–1852
  - Marie Mathilda (1. 4. 1804 – 3. 11. 1886), dcera kníže Josefa II., sestra následující
  - Marie Pauline (20. 3. 1798 – 18. 6. 1821), dcera následujícího
  - Josef II. Johann Nepomuk (27. 6. 1769 – 19. 12. 1833), 6. kníže ze Schwarzenbergu a 11. vévoda krumlovský (1789–1833)
  - Pauline Charlotte z Arenbergu (2. 9. 1774 – 1. 7. 1810), choť předchozího (sňatek 1794)
  - Princ (22. 3. 1802 – 27. 3. 1802)
- III.
  - Eleonore (11. 7. 1783 – 6. 11. 1846), dcera knížete Johanna Nepomuka I., sestra následující
  - Elisabeth Therese (11. 9. 1778 – 8. 10. 1791), dcera knížete Johanna Nepomuka I., sestra následujícího
  - Franz de Paula (30. 5. 1773 – 3. 2. 1789), syn knížete Johanna Nepomuka I.
  - Marie Ernestine (18. 10. 1752 – 12. 4. 1801), dcera knížete Josefa I. (25. 12. 1722 – 17. 2. 1782), 9. vévody krumlovského a 4. knížete ze Schwarzenbergu (1732–1782) a Marie Terezie z Liechtensteinu (28. 12. 1721 – 19. 1. 1753), sestra Johanna Nepomuka I., sestra následující
  - Marie Theresia (30. 4. 1747 – 21. 1. 1788), dcera knížete Josefa I., sestra následující
- IV.
  - Marie Eleonora (13. 5. 1748 – 3. 5. 1786), dcera knížete Josefa I.
  - Marie Eleonora z Oettingen-Wallersteinu (22. 5. 1747 – 25. 12. 1797), choť následujícího (sňatek 1768)
  - Johann Nepomuk I. (3. 7. 1742 – 5. 11. 1789), 5. kníže ze Schwarzenbergu a 10. vévoda krumlovský (1782–1789)
  - Náhrobek Johanna Nepomuka s latinským nápisem: Joann. Nep. | Princeps in Schwarzenberg | natus III iulii MDCCXLII | obiit V novembris MDCCLXXXIX od italského sochaře Alexandra Trippela. Náhrobek zakoupil v roce 1791 kníže Josef pro svého otce Jana Nepomuka. Byl vytvořen z bílého (carrarského), červeného a černého mramoru.
- V.
  - Oltář – proti vchodu
- VI.
  - Schránka se srdcem Walthera Prospera
  - Eleonora z Liechtensteinu (25. 12. 1812 – 27. 7. 1873), choť následujícího (sňatek 1830)
  - Johann Adolf II. (22. 5. 1799 – 15. 9. 1888), 7. kníže ze Schwarzenbergu a 12. vévoda krumlovský (1833–1888), zakladatel hrobky
  - Adolf Josef (18. 3. 1832 – 5. 10. 1914), 8. kníže ze Schwarzenbergu a 13. vévoda krumlovský (1888–1914)
  - Walther Prosper (22. 4. 1839 – 19. 4. 1841), hrob vedle Adolfa Josefa směrem do středu krypty
  - Ida z Liechtensteinu (15. 9. 1839 – 4. 8. 1921), choť svého bratrance knížete Adolfa Josefa (sňatek 1857)
  - JUDr. Karl Laurenz (9. 8. 1871 – 1. 4. 1902), 8. dítě předchozí
  - Pamětní deska Edmunda (23. 9. 1897 – 25. 12. 1932) s německým textem: Edmund Černov | früher | Prinz Schwarzenberg | geboren zu Fraunberg | den 23. September 1897 | gestorben an Bord der Wangoni | den 25. Dezember 1932 | in See bestattet. | R. I. P. Syn Johanna Nepomuka II. a Terezie z Trauttmansdorf-Weinsbergu (1870–1945), černá ovce rodiny, rezignoval na své rodové jméno, oženil se s herečkou a přijal příjmení Černov. Zemřel na malárii při zpáteční cestě z Afriky a byl pohřben do mořských vln.
- VII.
  - Karl Felix (8. 6. 1892 – 17. 2. 1919), syn následujícího
  - Johann Nepomuk II. (29. 5. 1860 – 1. 10. 1938), 9. kníže ze Schwarzenbergu a 14. vévoda krumlovský (1914–1938)
- VIII.
  - Alois (23. 7. 1863 – 3. 3. 1937), syn knížete Adolfa Josefa
  - Sophie Ida (9. 3. 1901 – 16. 3. 1915), dvojče následující, dcera Felixe (8. 6. 1867 – 18. 11. 1946) a Anny z Löwenstein-Wertheimu-Rosenbergu
  - Marie Therese (9. 3. 1901 – 16. 3. 1935), dvojče předchozí, dcera následující
  - Anna z Löwenstein-Wertheim-Rosenbergu (28. 9. 1873 – 27. 6. 1936), choť Felixe (8. 6. 1867 – 18. 11. 1946)

## Ve filmu
- Princezna zakletá v čase 2 (2022, režie: Petr Kubík)[46]

## Galerie

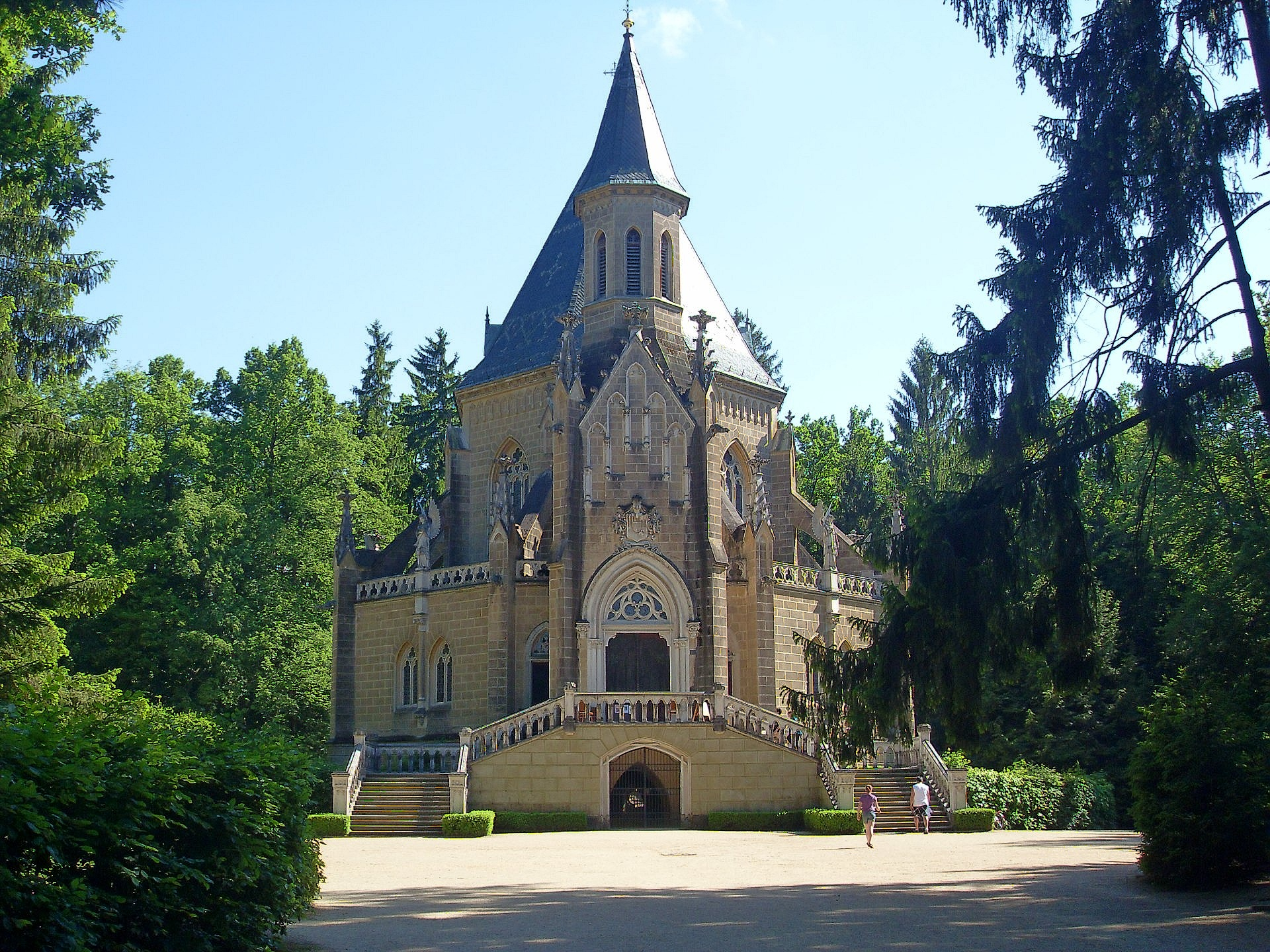
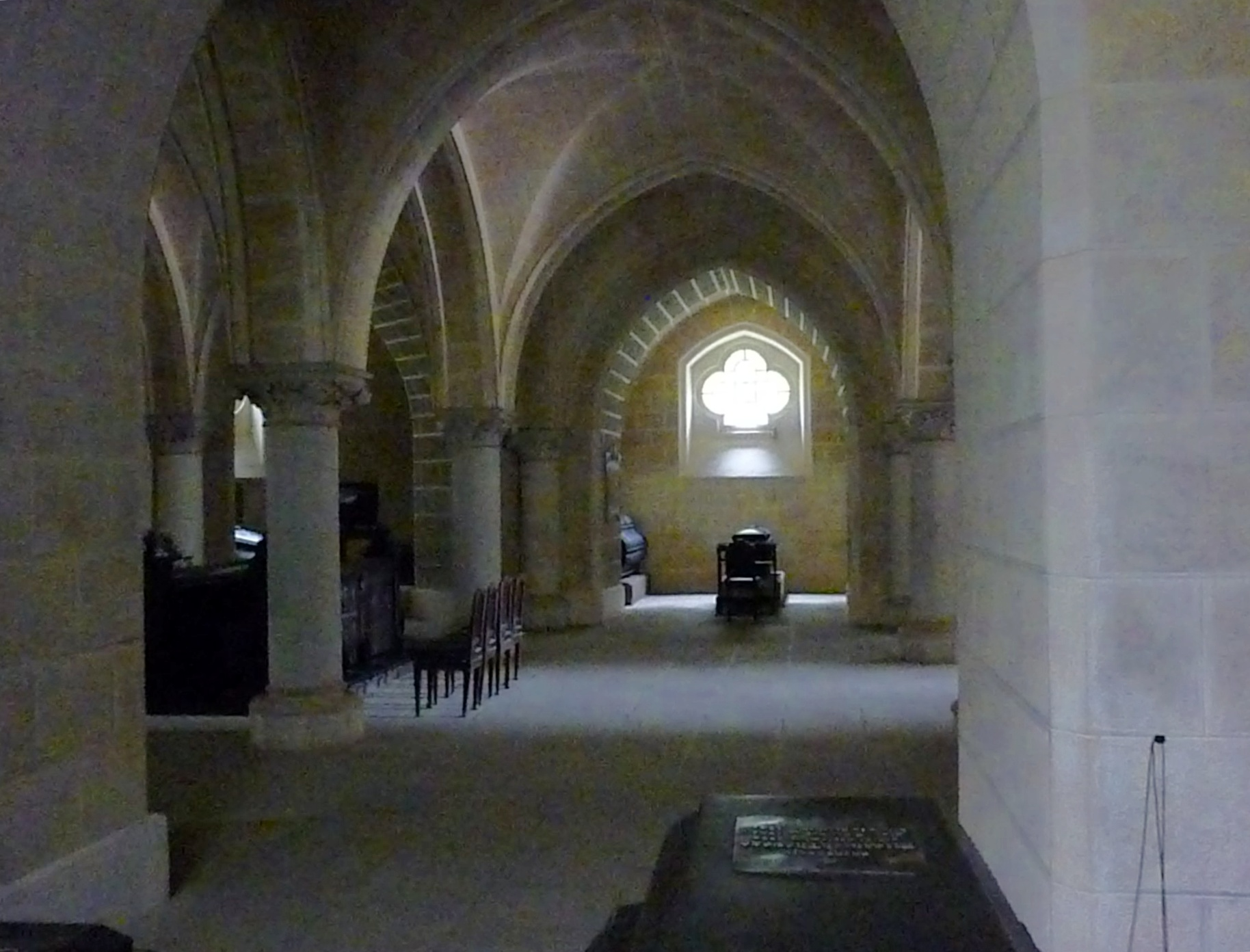
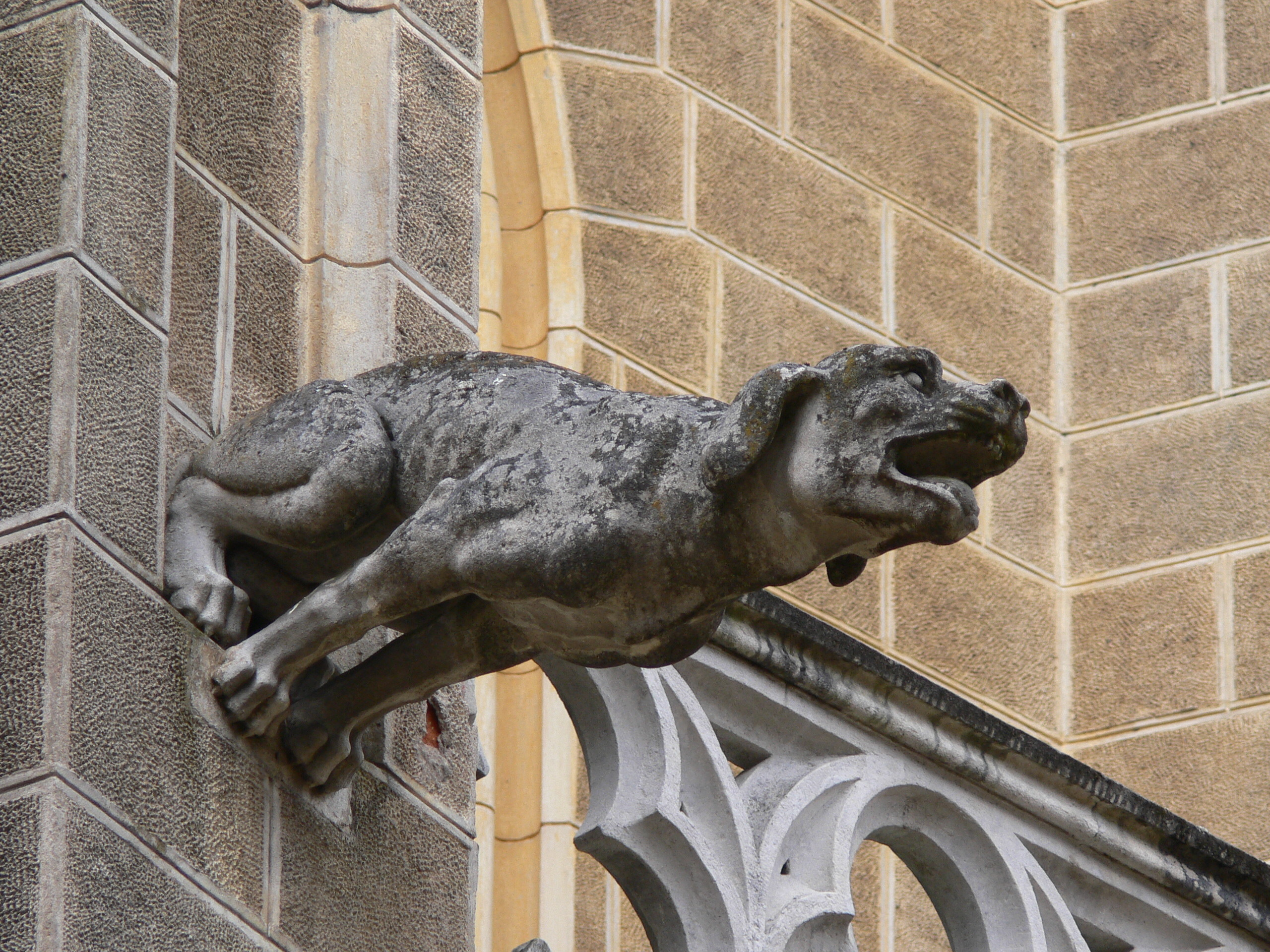
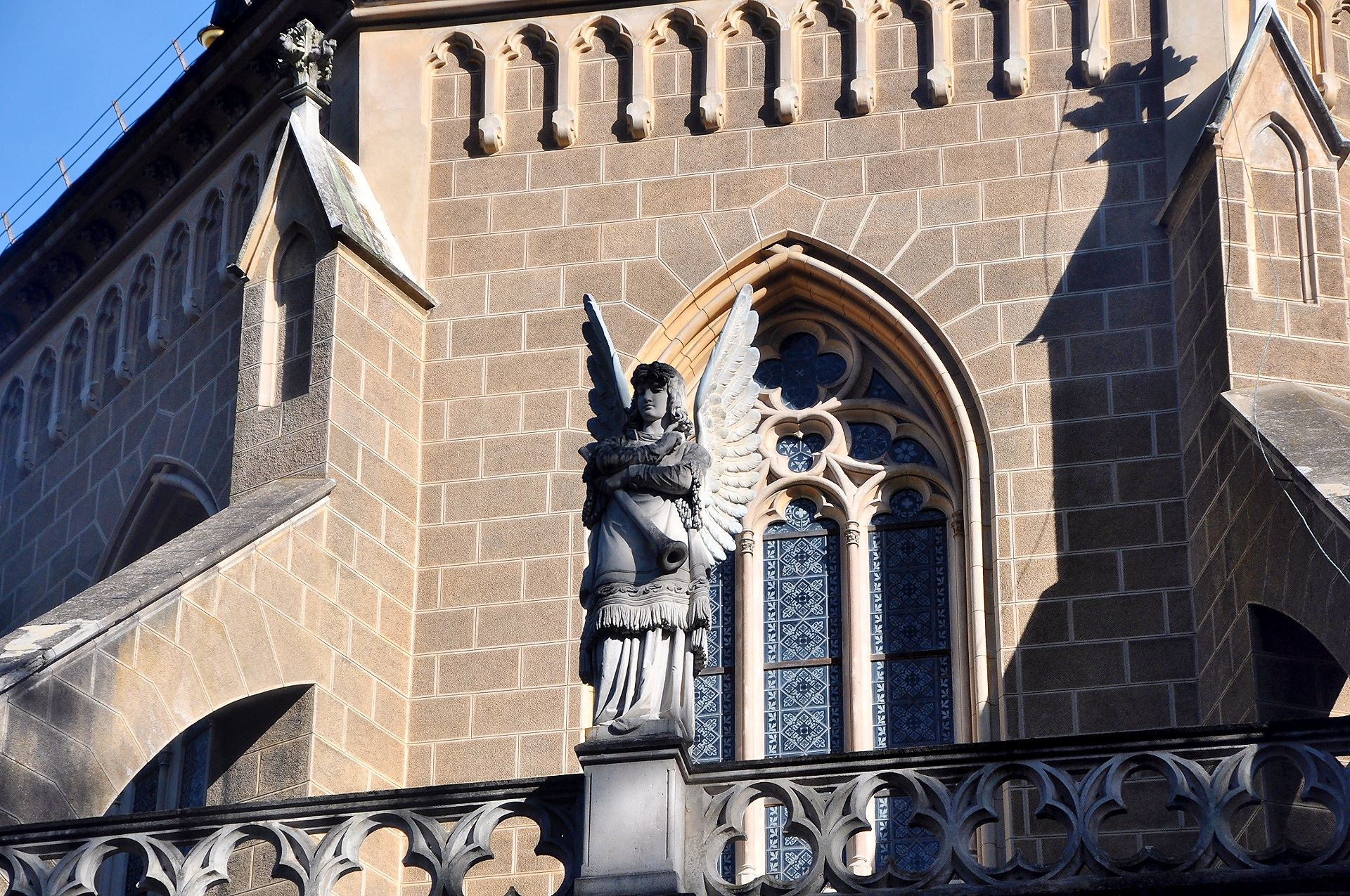